# Melodifestivalen 2019

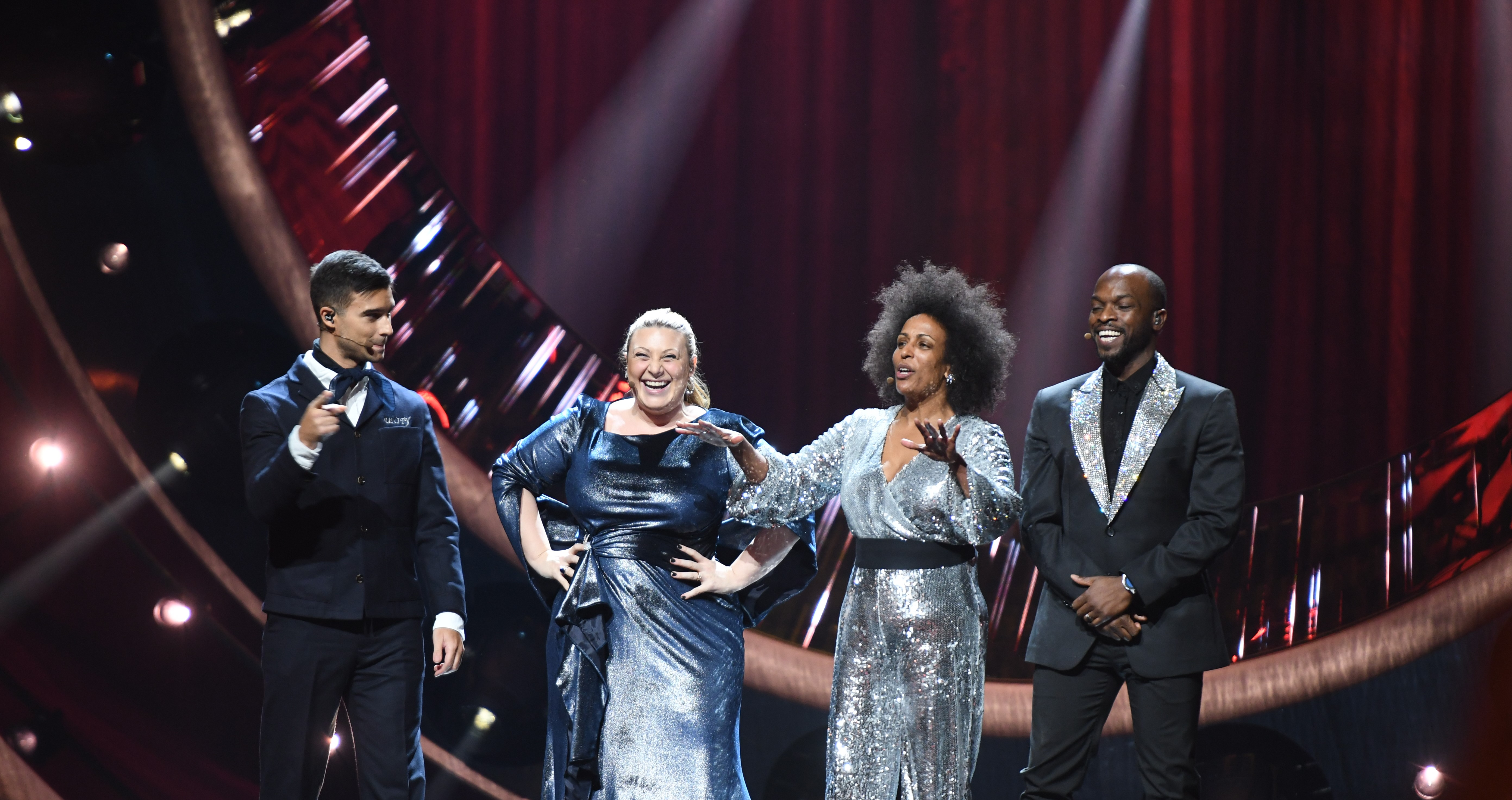
Presentadores en 2019: Eric Saade, Sarah Dawn Finer, Marika Carlsson y Kodjo Akolor.

Melodifestivalen 2019 fue la 59ª edición del Melodifestivalen, la selección de la canción sueca para participar en el Festival de la Canción de Eurovisión 2019 que se celebrará en Tel Aviv (Israel). La final se celebró el 9 de marzo de 2019 en el Friends Arena de Estocolmo.

## Nuevo sistema de votación
Como novedad en esta edición del festival, se introdujo un nuevo sistema de votación en el cual se eliminaba la votación vía SMS por su escaso uso. A partir de eso, solamente se puede votar a través de llamada telefónica y de la aplicación oficial del Melodifestivalen ofrecida por la SVT exclusivamente en Suecia.
Los cinco votos permitidos por persona emitidos por la aplicación son acumulados al grupo al que corresponde la persona que ha votado. Este grupo está definido por la edad del votante. Habiendo un total de siete grupos, que está representados por diferentes colores. El mítico corazón en pantalla mientras se realizan las actuaciones, además de latir con diferentes intensidades, cambiará de color según el grupo del que más votos esté recibiendo desde la aplicación.
Los grupos definidos por la SVT son los siguientes:
     3 - 9 años
     10 - 15 años
     16 - 29 años
     30 - 44 años
     45 - 56 años
     60 - 74 años
     +75 años
El grupo de las llamadas telefónicas no tiene un color definido.

## Participantes
| Cantante                    | Canción (Traducción al español)                    | Compositor(es)                                                                        |
| --------------------------- | -------------------------------------------------- | ------------------------------------------------------------------------------------- |
| Andreas Johnson             | "Army of Us" (Nuestro ejército)                    | Andreas Johnson, Jimmy Jansson, Sara Ryan, Andreas ”Stone” Johansson, Sebastian Thott |
| Ann-Louise Hanson           | "Kärleken finns kvar" (El amor permanece)          | David Lindgren Zacharias, Josefin Glenmark, Olof “Ollie” Olsen                        |
| Anna Bergendahl             | "Ashes to Ashes" (Cenizas a las cenizas)           | Thomas G:son, Bobby Ljunggren, Erik Bernholm, Anna Bergendahl                         |
| Anton Hagman                | "Känner dig" (Te conozco)                          | Gusten Dahlqvist, Oliver Forsmark, Anton Hagman, Jakob Hjulström                      |
| Arja Saijonmaa              | "Mina fyra årstider" (Mis cuatro estaciones)       | Göran Sparrdal, Arja Saijonmaa                                                        |
| Arvingarna                  | "I Do" (Sí quiero)                                 | Nanne Grönvall, Mikael Karlsson, Casper Jarnebrink, Thomas “Plec” Johansson           |
| Bishara                     | "On My Own" (Por mi cuenta)                        | Markus Sepehrmanesh, Benjamin Ingrosso, Robert Habolin                                |
| Dolly Style                 | "Habibi" (Cariño)                                  | Jimmy Jansson, Palle Hammarlund, Robert Norberg                                       |
| Hanna Ferm & LIAMOO         | "Hold You" (Sostenerte)                            | Jimmy Jansson, Fredrik Sonefors, Hanna Ferm, Liam Pablito Cacatian Thomassen          |
| High15                      | "No Drama" (Sin drama)                             | Joy Deb, Linnea Deb, Kate Tizzard                                                     |
| Jan Malmsjö                 | "Leva livet" (Vive la vida)                        | Anderz Wrethov, Elin Wrethov, Johan Bejerholm                                         |
| John Lundvik                | "Too Late for Love" (Demasiado tarde para el amor) | John Lundvik, Anderz Wrethov, Andreas “Stone” Johansson                               |
| Jon Henrik Fjällgren        | "Norrsken (Goeksegh)" (Luces del norte)            | Fredrik Kempe, David Kreuger, Niklas Carson Mattsson, Jon Henrik Fjällgren            |
| Lina Hedlund                | "Victorious" (Victorioso)                          | Melanie Wehbe, Richard Edwards, Dino Medanhodzic, Johanna Jansson                     |
| Lisa Ajax                   | "Torn" (Rasgado)                                   | Lisa Ajax, Isa Molin                                                                  |
| Malou Prytz                 | "I Do Me" (Me hago a mí misma)                     | Isa Tengblad, Elvira Anderfjärd, Fanny Arnesson, Adéle Cechal                         |
| Margaret                    | "Tempo"                                            | Anderz Wrethov, Jimmy Jansson, Laurell Barker, Sebastian von Koenigsegg               |
| Martin Stenmarck            | "Låt skiten brinna" (Deja que la basura arda)      | Uno Svenningsson, Tim Larsson, Tobias Lundgren                                        |
| Mohombi                     | "Hello" (Hola)                                     | Alexandru Florin Cotoi, Thomas G:son, Mohombi Moupondo, Linnea Deb                    |
| Nano                        | "Chasing Rivers" (Persiguiendo ríos)               | Lise Cabble, Linnea Deb, Joy Deb, Thomas G:son                                        |
| Omar                        | "Om om och om igen" (Una y otra vez)               | Omar Rudberg, Johan Lindbrandt, Robin Stjernberg, Jens Hult                           |
| Oscar Enestad               | "I Love It" (Me encanta)                           | Emanuel Abrahamsson, Parker James, Oscar Enestad                                      |
| Pagan Fury                  | "Stormbringer" (El que trae la tormenta)           | Tobias Gustavsson, Fredrik Thomander, Anders Wikström, Mia Stegmar                    |
| Rebecka Karlsson            | "Who I Am" (Quien soy)                             | Rebecka Karlsson, Anderz Wrethov, Henric Pierroff                                     |
| The Lovers of Valdaro       | "Somebody Wants" (Alguien quiere)                  | Peter Boström, Thomas G:son                                                           |
| Vlad Reiser                 | "Nakna i regnet" (Desnudo en la lluvia)            | Lukas Nathansson, John Hårleman, Vladislav Meletjenkov, Chris Enberg                  |
| Wiktoria                    | "Not with Me" (No conmigo)                         | Joy Deb, Linnea Deb, Wiktoria Johansson                                               |
| Zeana feat. Anis don Demina | "Mina bränder" (Mis fuegos)                        | Thomas G:son, Jimmy Jansson, Anis Don Demina, Pa Moudou Badjie                        |

## Fases previas

### Primera Semifinal
La primera semifinal del Melodifestivalen tuvo lugar el 2 de febrero de 2019 en el Scandinavium de Gotemburgo. 
| Orden | Artista                     | Canción              | Votos   | Votos   | Votos     | Votos  | Posición | Resultado     |
| Orden | Artista                     | Canción              | Ronda 1 | Ronda 2 | Total     | Puntos | Posición | Resultado     |
| ----- | --------------------------- | -------------------- | ------- | ------- | --------- | ------ | -------- | ------------- |
| 1     | Nano                        | "Chasing Rivers"     |         |         | 1.096.662 | 54     | 4        | Andra Chansen |
| 2     | High15                      | "No Drama"           | 814.839 |         | 814.839   | 19     | 6        | Eliminada     |
| 3     | Wiktoria                    | "Not with Me"        |         |         | 1.431.954 | 90     | 1        | Finalista     |
| 4     | Zeana feat. Anis Don Demina | "Mina bränder"       |         |         | 980.354   | 38     | 5        | Eliminada     |
| 5     | Arja Saijonmaa              | "Mina fyra årstider" | 507.727 |         | 507.727   | 15     | 7        | Eliminada     |
| 6     | Mohombi                     | "Hello"              |         |         | 1.218.685 | 68     | 2        | Finalista     |
| 7     | Anna Bergendahl             | "Ashes to Ashes"     |         |         | 1.108.102 | 60     | 3        | Andra Chansen |

### Segunda Semifinal
La segunda semifinal del Melodifestivalen tuvo lugar el día 9 de febrero de 2019 en el Malmö Arena de Malmö.
| Orden | Artista             | Canción          | Votos   | Votos   | Votos     | Votos  | Posición | Resultado     |
| Orden | Artista             | Canción          | Ronda 1 | Ronda 2 | Total     | Puntos | Posición | Resultado     |
| ----- | ------------------- | ---------------- | ------- | ------- | --------- | ------ | -------- | ------------- |
| 1     | Andreas Johnson     | "Army of Us"     |         |         | 973.171   | 52     | 4        | Andra Chansen |
| 2     | Malou Prytz         | "I Do Me"        |         |         | 1.233.974 | 76     | 2        | Finalista     |
| 3     | Oscar Enestad       | "I Love It"      | 769.501 |         | 769.501   | 15     | 7        | Eliminada     |
| 4     | Jan Malmsjö         | "Leva livet"     | 630.359 |         | 630.359   | 15     | 6        | Eliminada     |
| 5     | Vlad Reiser         | "Nakna i regnet" |         |         | 991.531   | 52     | 3        | Andra Chansen |
| 6     | Hanna Ferm & LIAMOO | "Hold You"       |         |         | 1.531.720 | 94     | 1        | Finalista     |
| 7     | Margaret            | "Tempo"          |         |         | 892.945   | 40     | 5        | Eliminada     |

### Tercera Semifinal
La tercera semifinal del Melodifestivalen se llevó a cabo en el Tegera Arena de la ciudad de Leksand, el día 16 de febrero.
| Orden | Artista               | Canción               | Votos   | Votos   | Votos     | Votos  | Posición | Resultado     |
| Orden | Artista               | Canción               | Ronda 1 | Ronda 2 | Total     | Puntos | Posición | Resultado     |
| ----- | --------------------- | --------------------- | ------- | ------- | --------- | ------ | -------- | ------------- |
| 1     | The Lovers of Valdaro | "Somebody Wants"      | 637.917 |         | 637.917   | 13     | 7        | Eliminada     |
| 2     | Dolly Style           | "Habibi"              |         |         | 819.062   | 40     | 5        | Eliminada     |
| 3     | Martin Stenmarck      | "Låt skiten brinna"   |         |         | 862.017   | 46     | 4        | Andra Chansen |
| 4     | Lina Hedlund          | "Victorious"          |         |         | 1.051.399 | 76     | 2        | Finalista     |
| 5     | Omar                  | "Om om och om igen"   | 722.215 |         | 722.215   | 19     | 6        | Eliminada     |
| 6     | Rebecka Karlsson      | "Who I Am"            |         |         | 1.059.419 | 70     | 3        | Andra Chansen |
| 7     | Jon Henrik Fjällgren  | "Norrsken (Goeksegh)" |         |         | 1.112.548 | 80     | 1        | Finalista     |

### Cuarta Semifinal
La cuarta semifinal del Melodifestivalen tuvo lugar en el Sparbanken Lidköping Arena de la ciudad de Lidköping, el día 23 de febrero.
| Orden | Artista           | Canción               | Votos   | Votos   | Votos     | Votos  | Posición | Resultado     |
| Orden | Artista           | Canción               | Ronda 1 | Ronda 2 | Total     | Puntos | Posición | Resultado     |
| ----- | ----------------- | --------------------- | ------- | ------- | --------- | ------ | -------- | ------------- |
| 1     | Pagan Fury        | "Stormbringer"        | 579.502 |         | 579.502   | 18     | 7        | Eliminada     |
| 2     | Anton Hagman      | "Känner dig"          | 601.113 |         | 601.113   | 21     | 6        | Eliminada     |
| 3     | Lisa Ajax         | "Torn"                |         |         | 1.166.263 | 56     | 3        | Andra Chansen |
| 4     | Arvingarna        | "I Do"                |         |         | 895.957   | 54     | 4        | Andra Chansen |
| 5     | Bishara           | "On My Own"           |         |         | 1.497.326 | 84     | 2        | Finalista     |
| 6     | Ann-Louise Hanson | "Kärleken finns kvar" |         |         | 583.995   | 25     | 5        | Eliminada     |
| 7     | John Lundvik      | "Too Late for Love"   |         |         | 1.465.231 | 86     | 1        | Finalista     |

### Segunda Oportunidad (Andra Chansen)
El Andra Chansen (Segunda Oportunidad) del Melodifestivalen tuvo lugar el 2 de marzo en el Rosvalla Nyköping Eventcenter de Nyköping.
| Duelo | Orden | Artista(s)       | Canción             | Votos     | Puntos | Resultado |
| ----- | ----- | ---------------- | ------------------- | --------- | ------ | --------- |
| I     | 1     | Andreas Johnson  | "Army of Us"        | 693.105   | 0      | Eliminada |
| I     | 2     | Anna Bergendahl  | "Ashes to Ashes"    | 1.174.531 | 8      | Finalista |
| II    | 3     | Vlad Reiser      | "Nakna i regnet"    | 713.742   | 1      | Eliminada |
| II    | 4     | Nano             | "Chasing Rivers"    | 1.147.998 | 7      | Finalista |
| III   | 5     | Martin Stenmarck | "Låt skiten brinna" | 671.850   | 1      | Eliminada |
| III   | 6     | Lisa Ajax        | "Torn"              | 1.116.086 | 7      | Finalista |
| IV    | 7     | Rebecka Karlsson | "Who I Am"          | 793.704   | 2      | Eliminada |
| IV    | 8     | Arvingarna       | "I Do"              | 933.069   | 6      | Finalista |

## Final
La final del Melodifestivalen se celebró el día 9 de marzo en el Friends Arena de la capital sueca, Estocolmo.
| N.º | Artista              | Canción               | Jurado | Televoto/SMS/App | Televoto/SMS/App | Televoto/SMS/App | Total | Posición |
| N.º | Artista              | Canción               | Jurado | Votos            | Porcentaje       | Puntos           | Total | Posición |
| --- | -------------------- | --------------------- | ------ | ---------------- | ---------------- | ---------------- | ----- | -------- |
| 1   | Jon Henrik Fjällgren | "Norrsken (Goeksegh)" | 19     | 1.398.299        | 8,9%             | 55               | 74    | 4        |
| 2   | Lisa Ajax            | "Torn"                | 39     | 1.164.997        | 7,4%             | 23               | 62    | 9        |
| 3   | Mohombi              | "Hello"               | 32     | 1.349.171        | 8,6%             | 42               | 74    | 5        |
| 4   | Lina Hedlund         | "Victorious"          | 32     | 883.187          | 5,6%             | 8                | 40    | 11       |
| 5   | Bishara              | "On My Own"           | 38     | 1.719.337        | 10,9%            | 69               | 107   | 2        |
| 6   | Anna Bergendahl      | "Ashes to Ashes"      | 20     | 1.143.408        | 7,3%             | 36               | 56    | 10       |
| 7   | Nano                 | "Chasing Rivers"      | 54     | 951.266          | 6%               | 10               | 64    | 8        |
| 8   | Hanna Ferm & LIAMOO  | "Hold You"            | 48     | 1.592.988        | 10,1%            | 59               | 107   | 3        |
| 9   | Malou Prytz          | "I Do Me"             | 23     | 1.010.600        | 6,4%             | 12               | 35    | 12       |
| 10  | John Lundvik         | "Too Late for Love"   | 96     | 2.211.811        | 14%              | 85               | 181   | 1        |
| 11  | Wiktoria             | "Not with Me"         | 36     | 1.173.276        | 7,4%             | 28               | 64    | 6        |
| 12  | Arvingarna           | "I Do"                | 27     | 1.159.367        | 7,4%             | 37               | 64    | 7        |

| Voto del Jurado Internacional | Voto del Jurado Internacional                                                    | Voto del Jurado Internacional | Voto del Jurado Internacional | Voto del Jurado Internacional | Voto del Jurado Internacional | Voto del Jurado Internacional | Voto del Jurado Internacional | Voto del Jurado Internacional | Voto del Jurado Internacional | Voto del Jurado Internacional |
| Orden | Canción                                                                          | Bandera de Portugal           | Bandera de Austria            | Bandera de Australia          | Bandera de Chipre             | Bandera de Francia            | Bandera de Finlandia          | Bandera del Reino Unido       | Bandera de Israel             | Total                         |
| --- | -------------------------------------------------------------------------------- | ----------------------------- | ----------------------------- | ----------------------------- | ----------------------------- | ----------------------------- | ----------------------------- | ----------------------------- | ----------------------------- | ----------------------------- |
| 1 | "Norrsken (Goeksegh)"                                                            | 1                             |                               | 8                             | 1                             | 1                             |                               | 8                             |                               | 19                            |
| 2 | "Torn"                                                                           | 6                             | 10                            | 2                             | 3                             | 5                             | 6                             | 1                             | 6                             | 39                            |
| 3 | "Hello"                                                                          | 5                             | 2                             | 7                             | 7                             | 2                             |                               | 4                             | 5                             | 32                            |
| 4 | "Victorious"                                                                     | 3                             | 8                             |                               | 4                             |                               | 4                             | 3                             | 10                            | 32                            |
| 5 | "On My Own"                                                                      | 7                             | 1                             | 3                             | 6                             | 10                            | 10                            |                               | 1                             | 38                            |
| 6 | "Ashes to Ashes"                                                                 |                               |                               |                               | 2                             |                               | 5                             | 6                             | 7                             | 20                            |
| 7 | "Chasing Rivers"                                                                 | 10                            | 4                             | 10                            | 8                             | 7                             | 2                             | 5                             | 8                             | 54                            |
| 8 | "Hold You"                                                                       | 8                             | 6                             | 6                             | 5                             | 6                             | 7                             | 7                             | 3                             | 48                            |
| 9 | "I Do Me"                                                                        | 4                             | 5                             | 5                             |                               | 4                             | 1                             | 2                             | 2                             | 23                            |
| 10 | "Too Late for Love"                                                              | 12                            | 12                            | 12                            | 12                            | 12                            | 12                            | 12                            | 12                            | 96                            |
| 11 | "Not with Me"                                                                    | 2                             | 3                             | 1                             | 10                            | 8                             | 8                             |                               | 4                             | 36                            |
| 12 | "I Do"                                                                           |                               | 7                             | 4                             |                               | 3                             | 3                             | 10                            |                               | 27                            |
| Portavoces del Jurado Internacional |                                                                                  |                               |                               |                               |                               |                               |                               |                               |                               |                               |
| \| - – Carla Bugalho - – Marvin Dietmann - – Paul Clarke - – Evi Papamichael \| - – Bruno Berberes - – Krista Siegfrids - – Simon Proctor - – Dana International \| |                                                                                  |                               |                               |                               |                               |                               |                               |                               |                               |                               |
| - – Carla Bugalho - – Marvin Dietmann - – Paul Clarke - – Evi Papamichael                                                                                           | - – Bruno Berberes - – Krista Siegfrids - – Simon Proctor - – Dana International |                               |                               |                               |                               |                               |                               |                               |                               |                               |

## Galería

### Semifinal 1

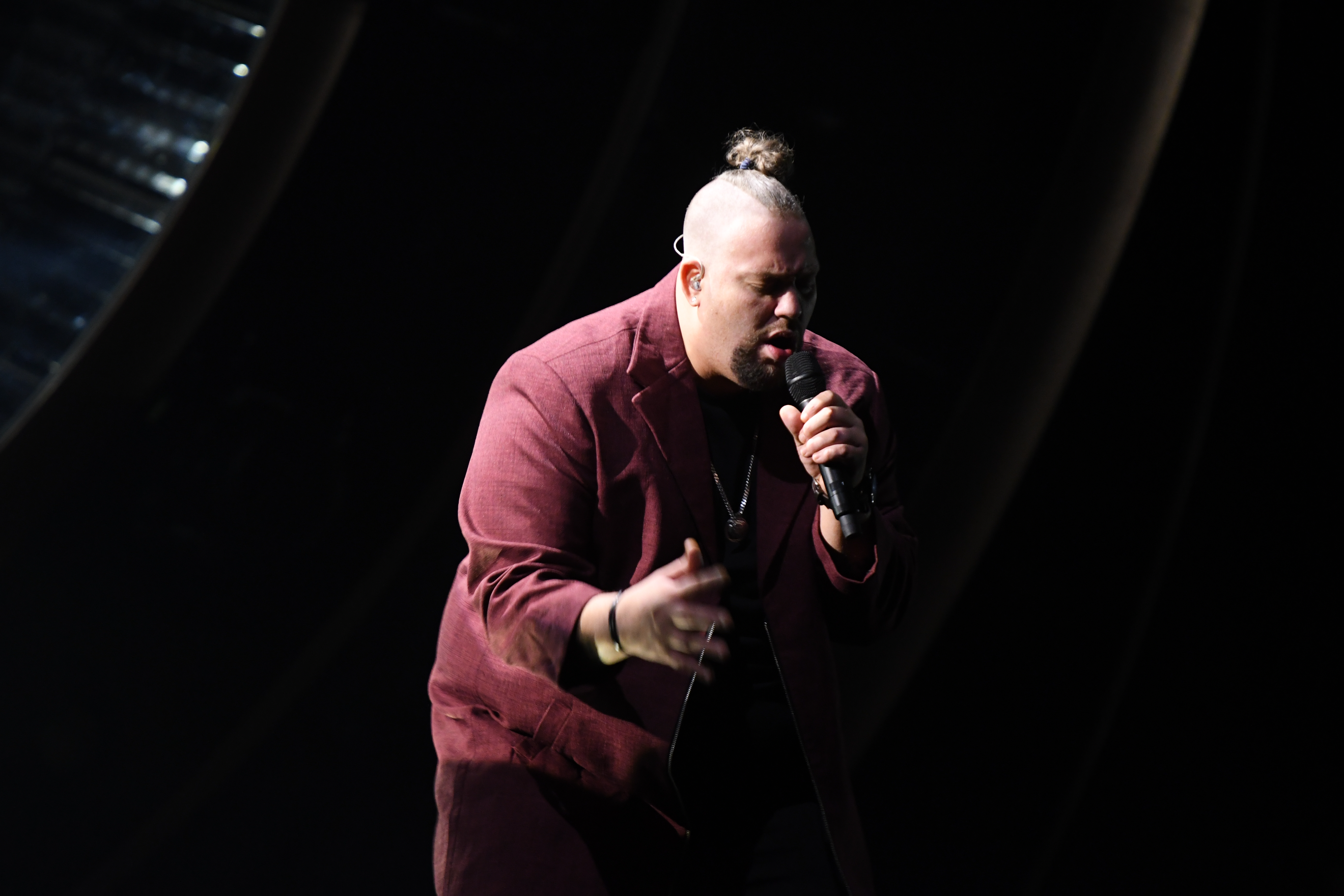
Nano - Chasing rivers
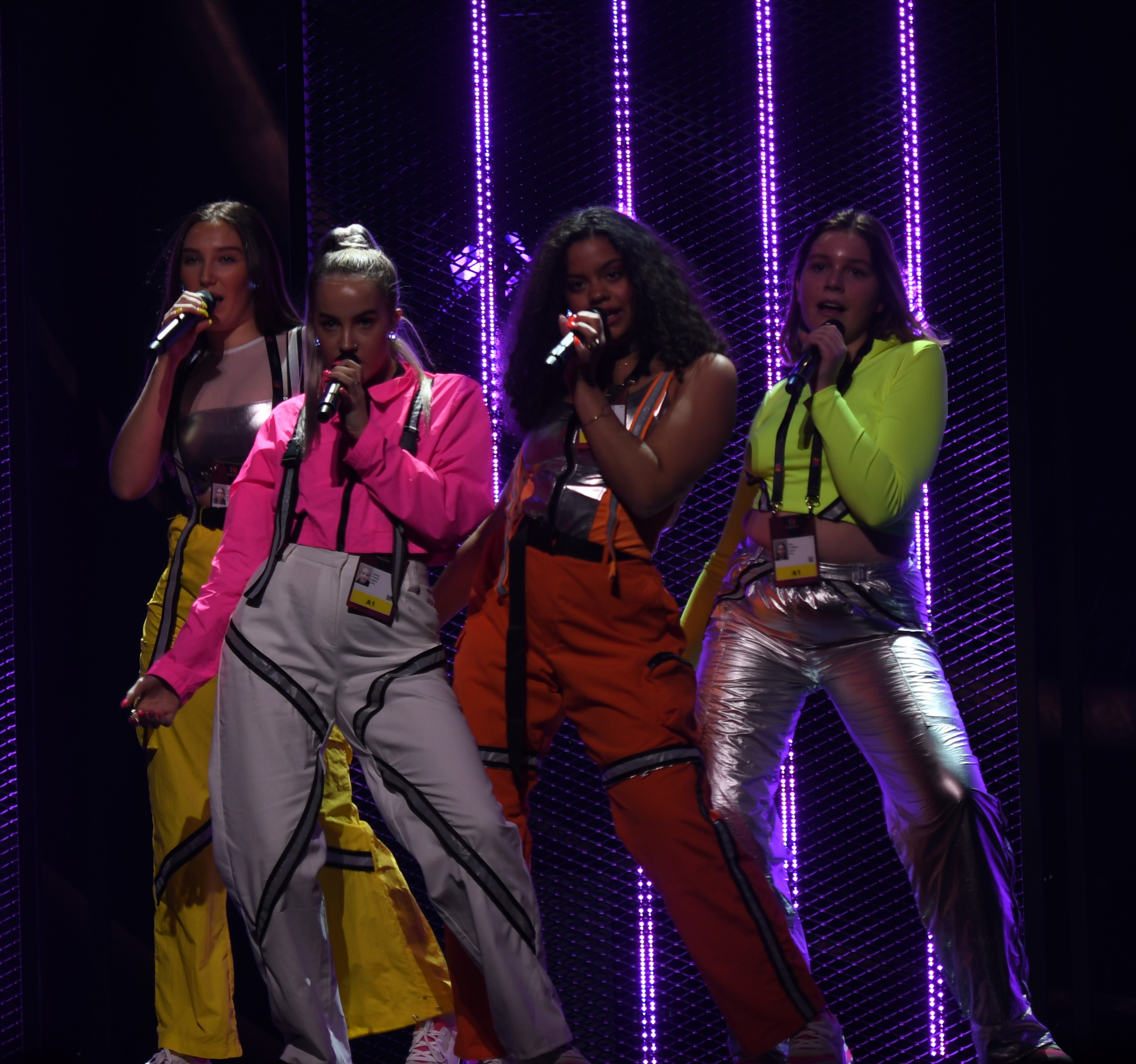
High15 - No Drama
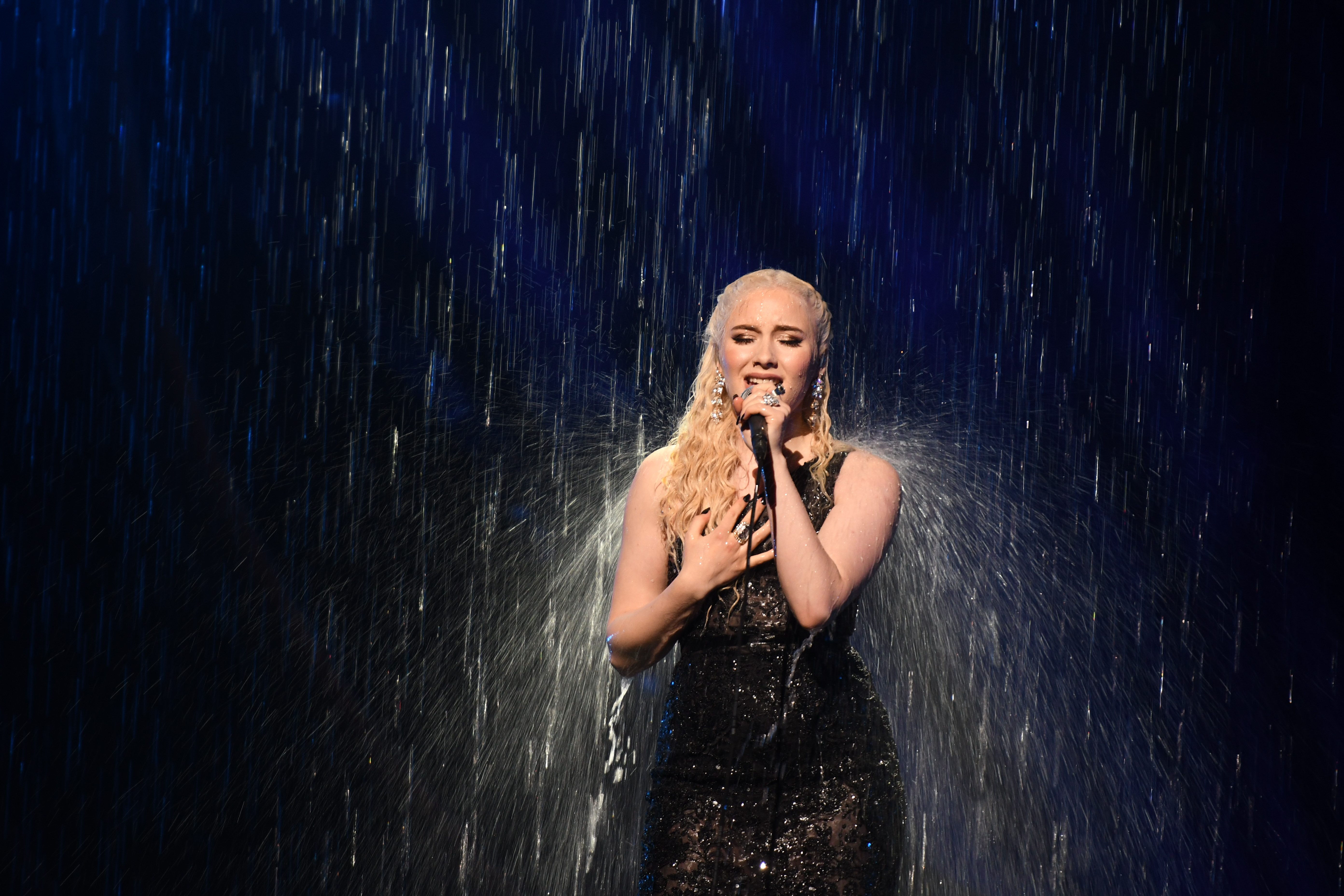
Wiktoria - Not With Me
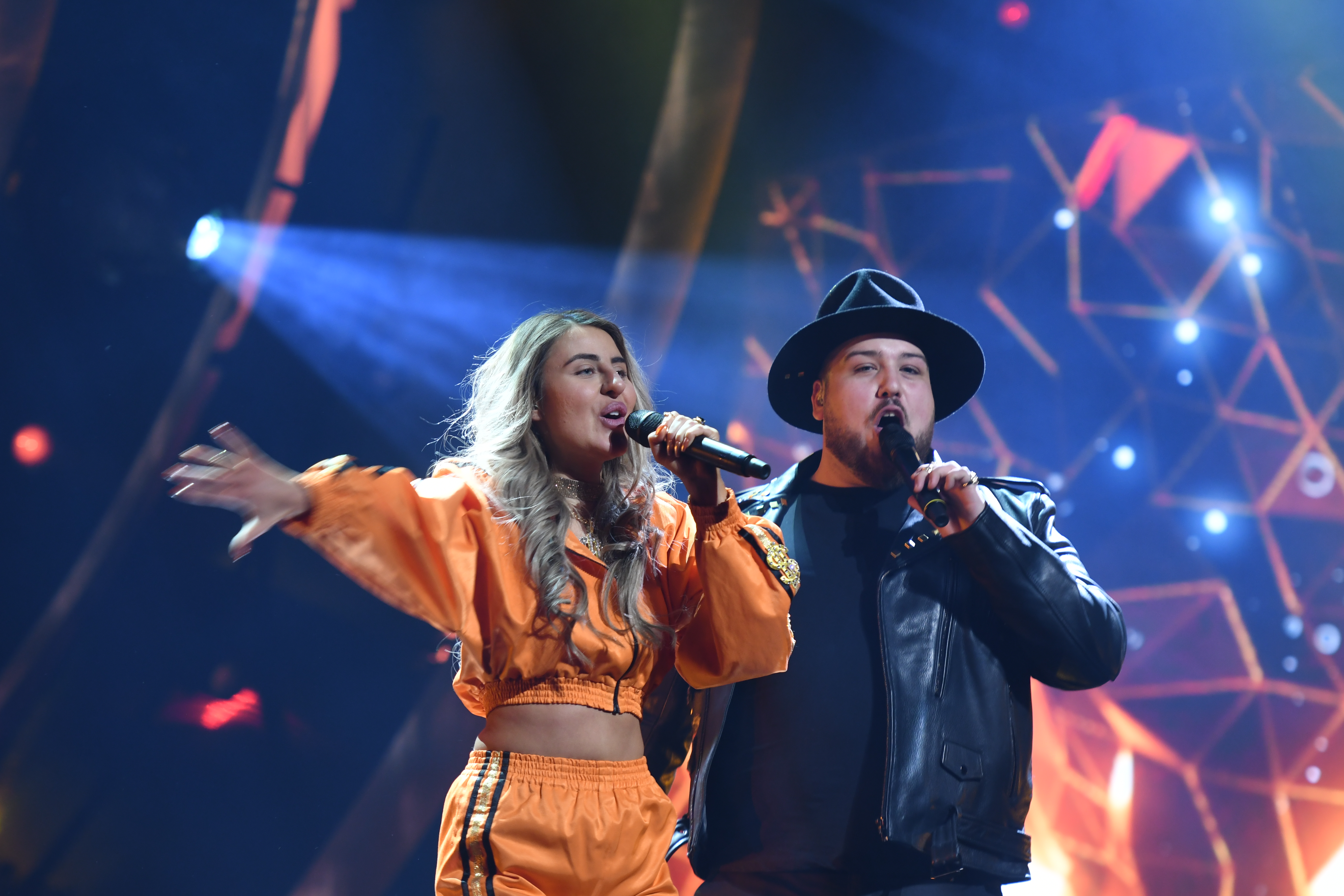
Zeana feat. Anis Don Demina - Mina bränder
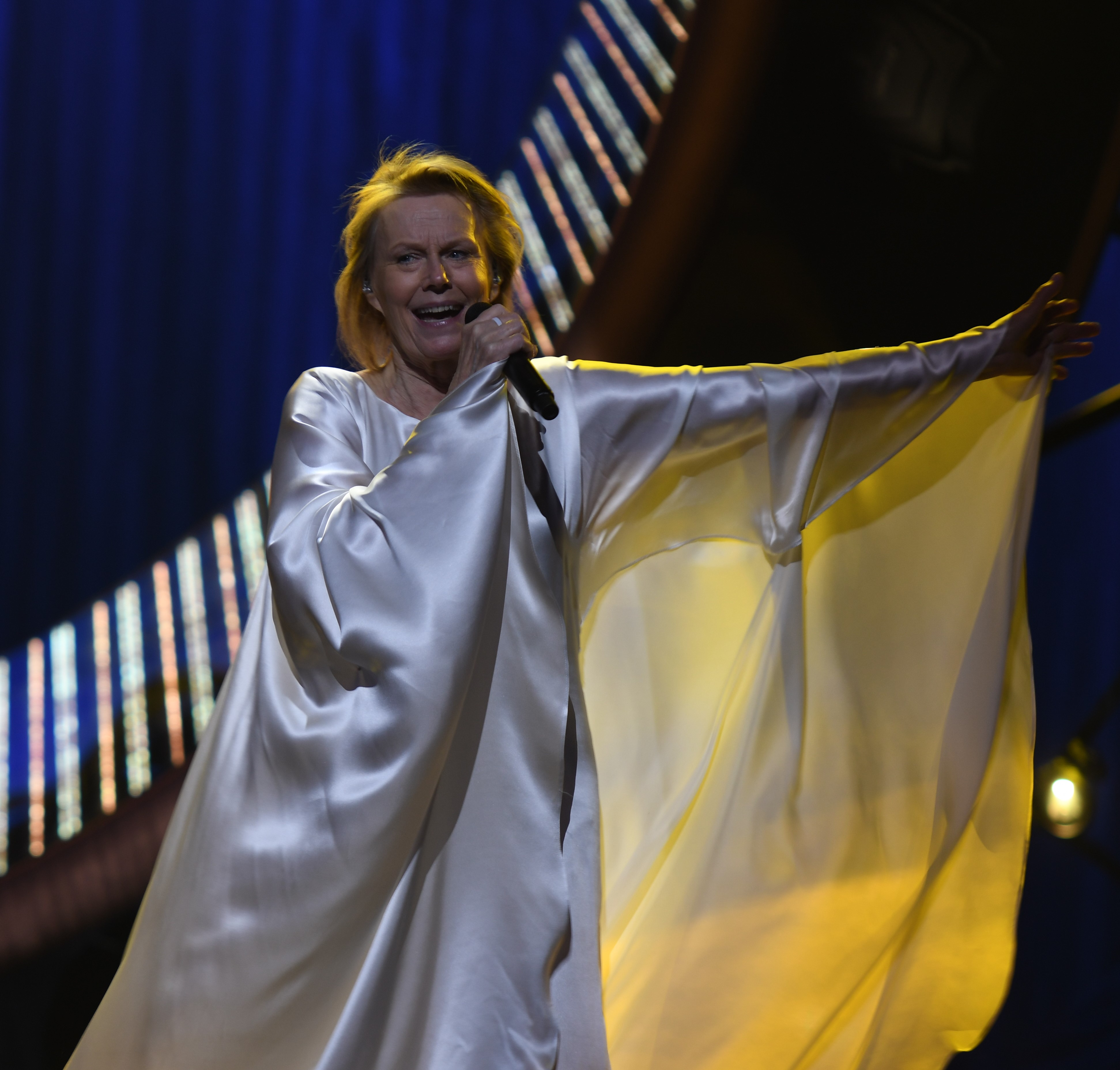
Arja Saijonmaa - Mina fyra årstider
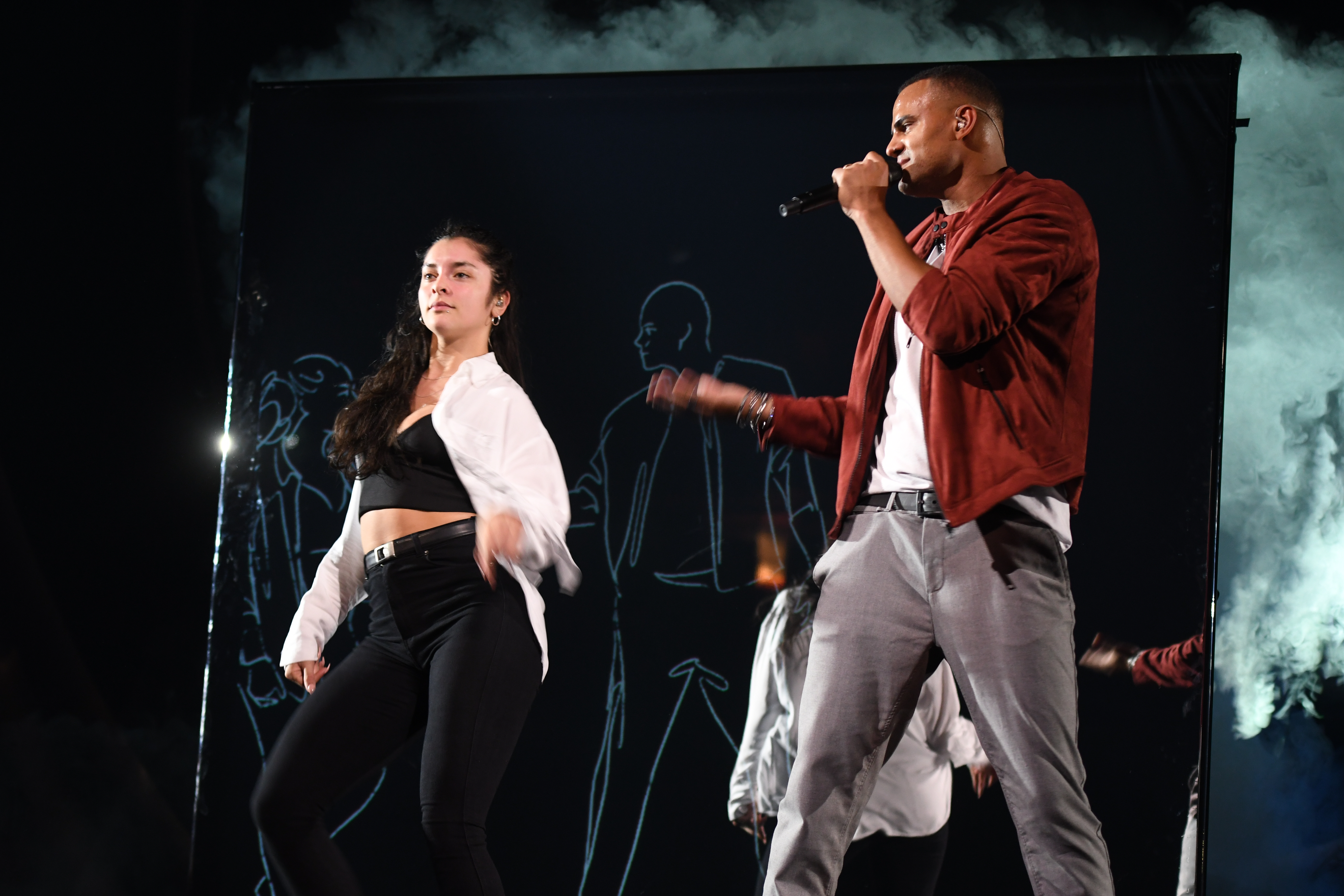
Mohombi - Hello
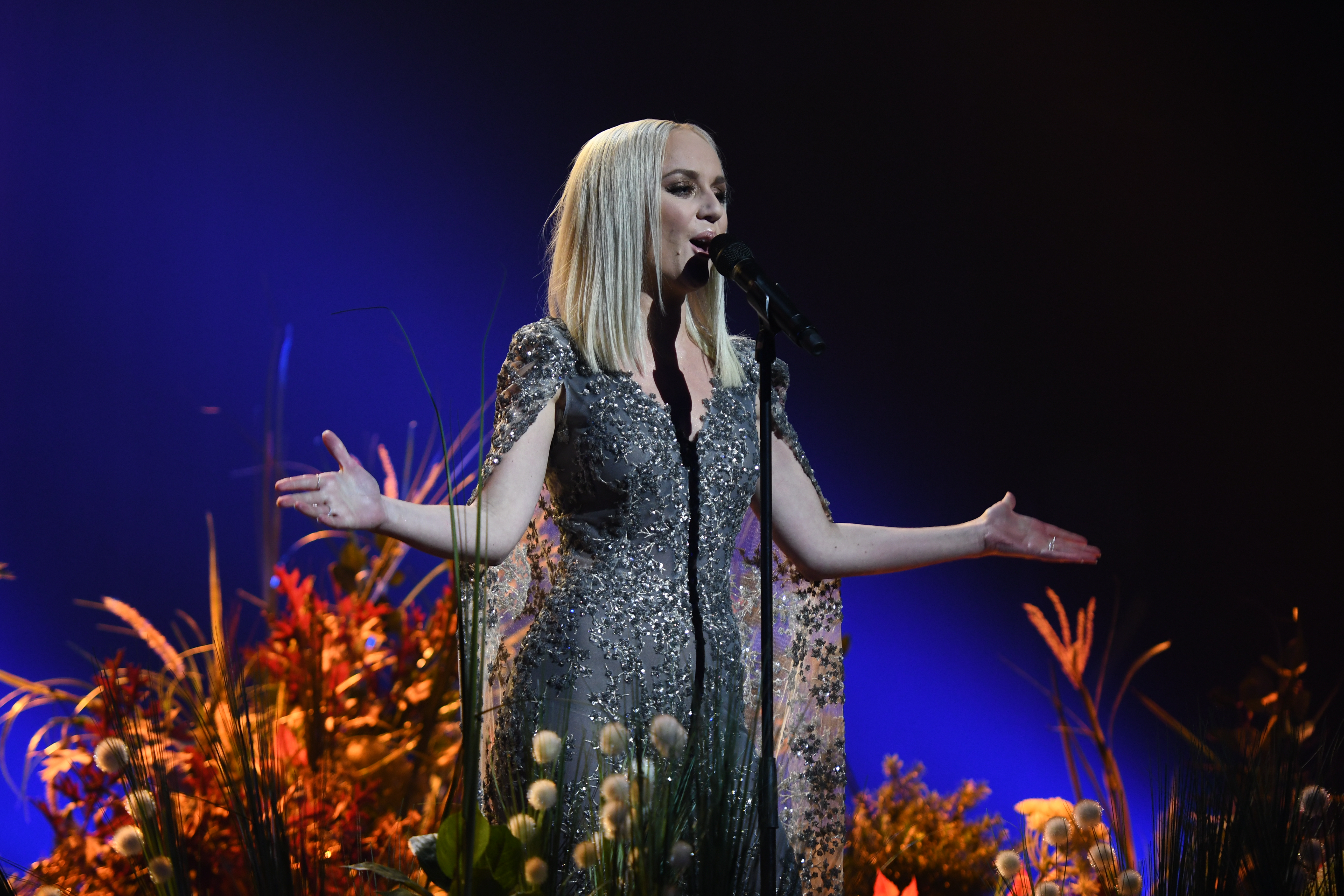
Anna Bergendahl - Ashes to Ashes

### Semifinal 2

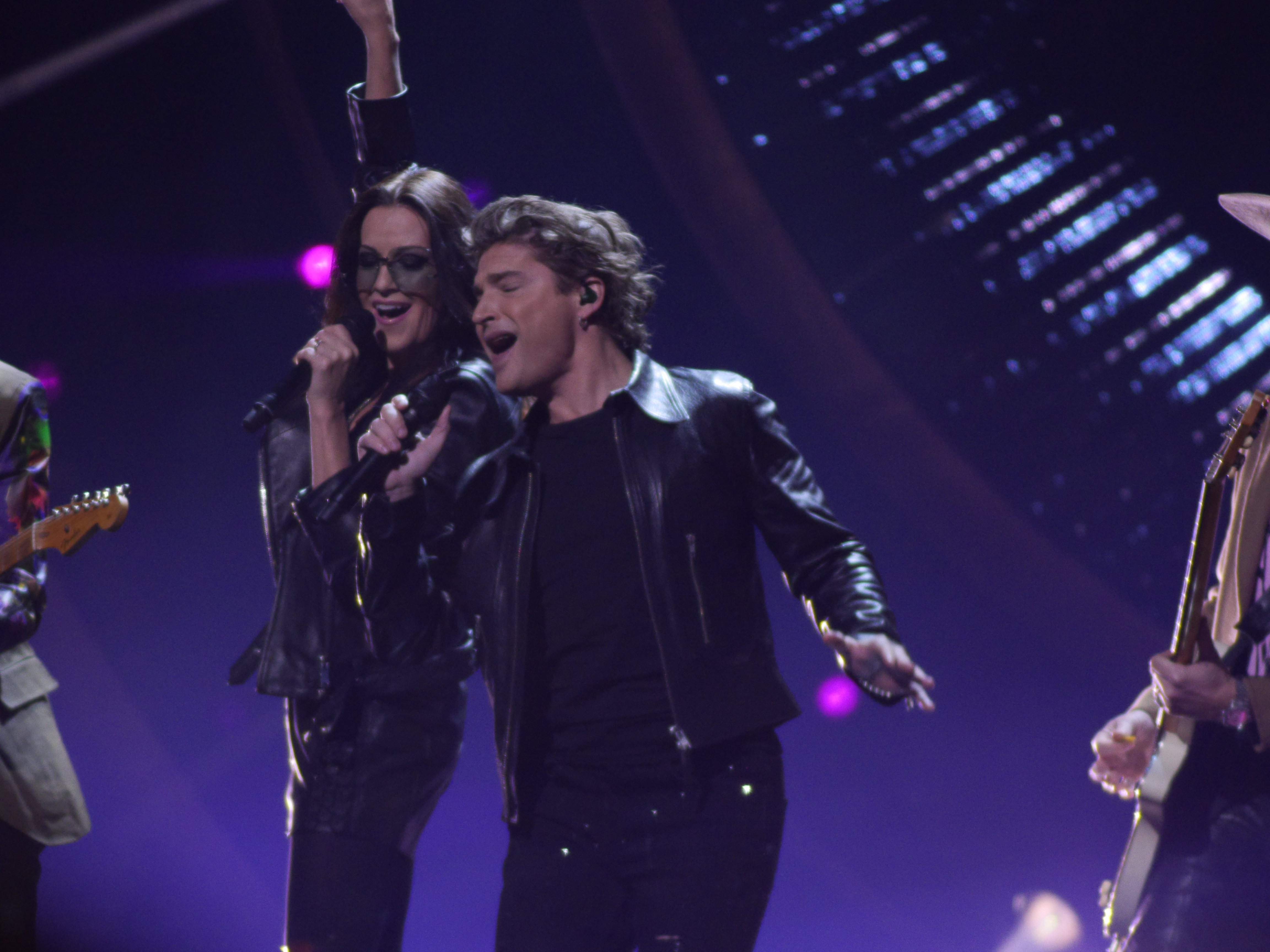
Andreas Johnsson - Army of Us
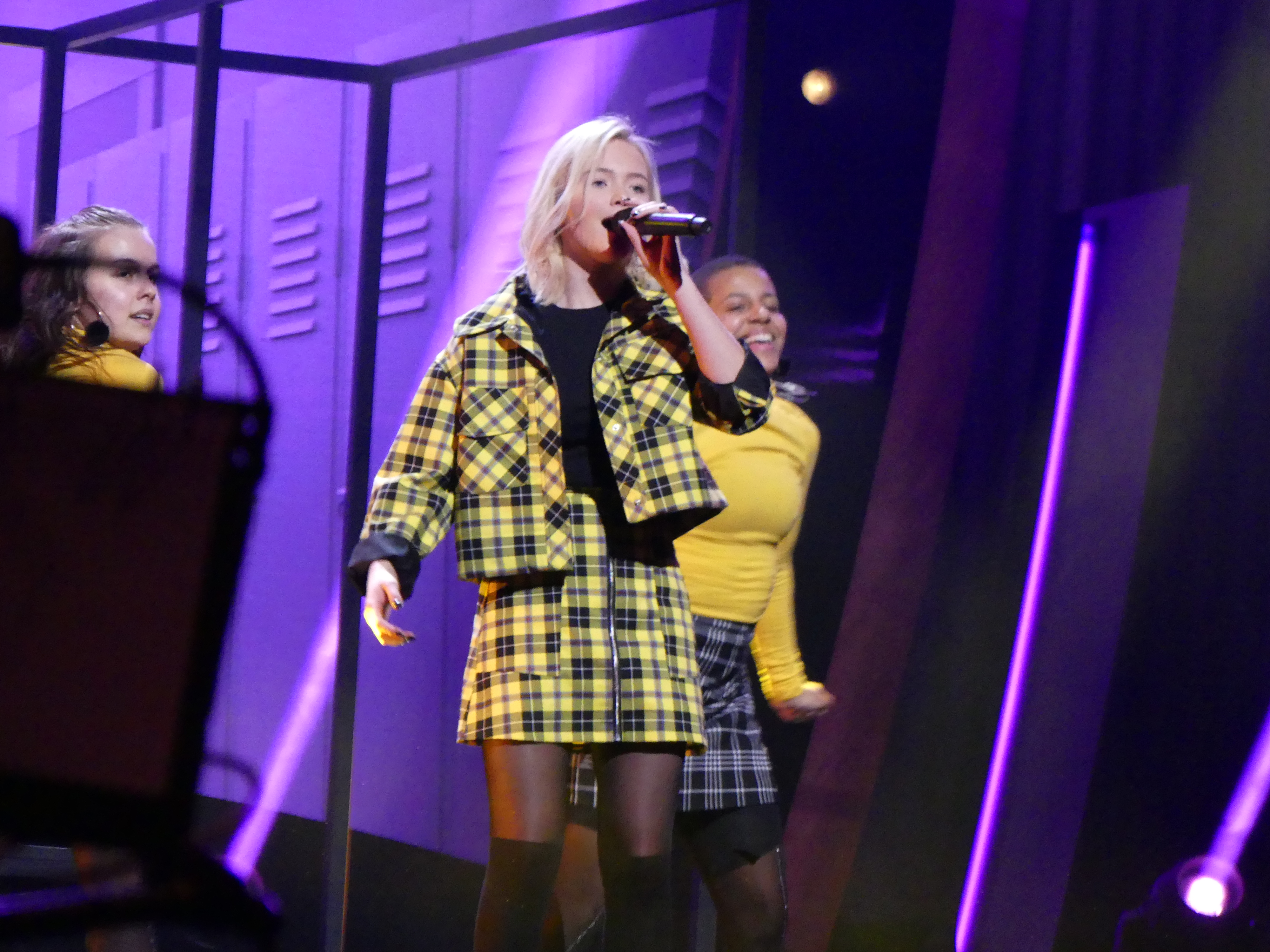
Malou Prytz - I Do Me
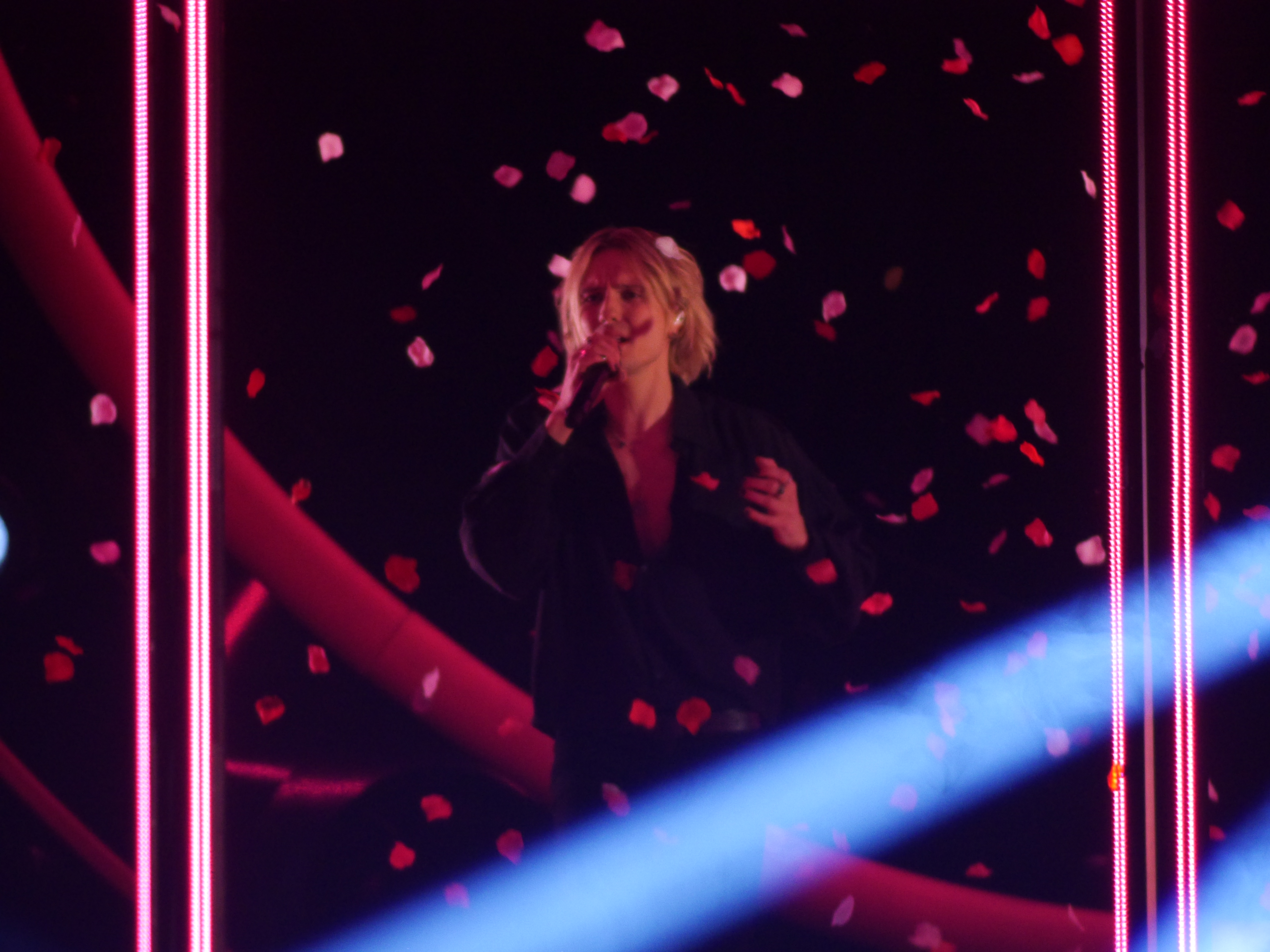
Oscar Enestad - I Love It
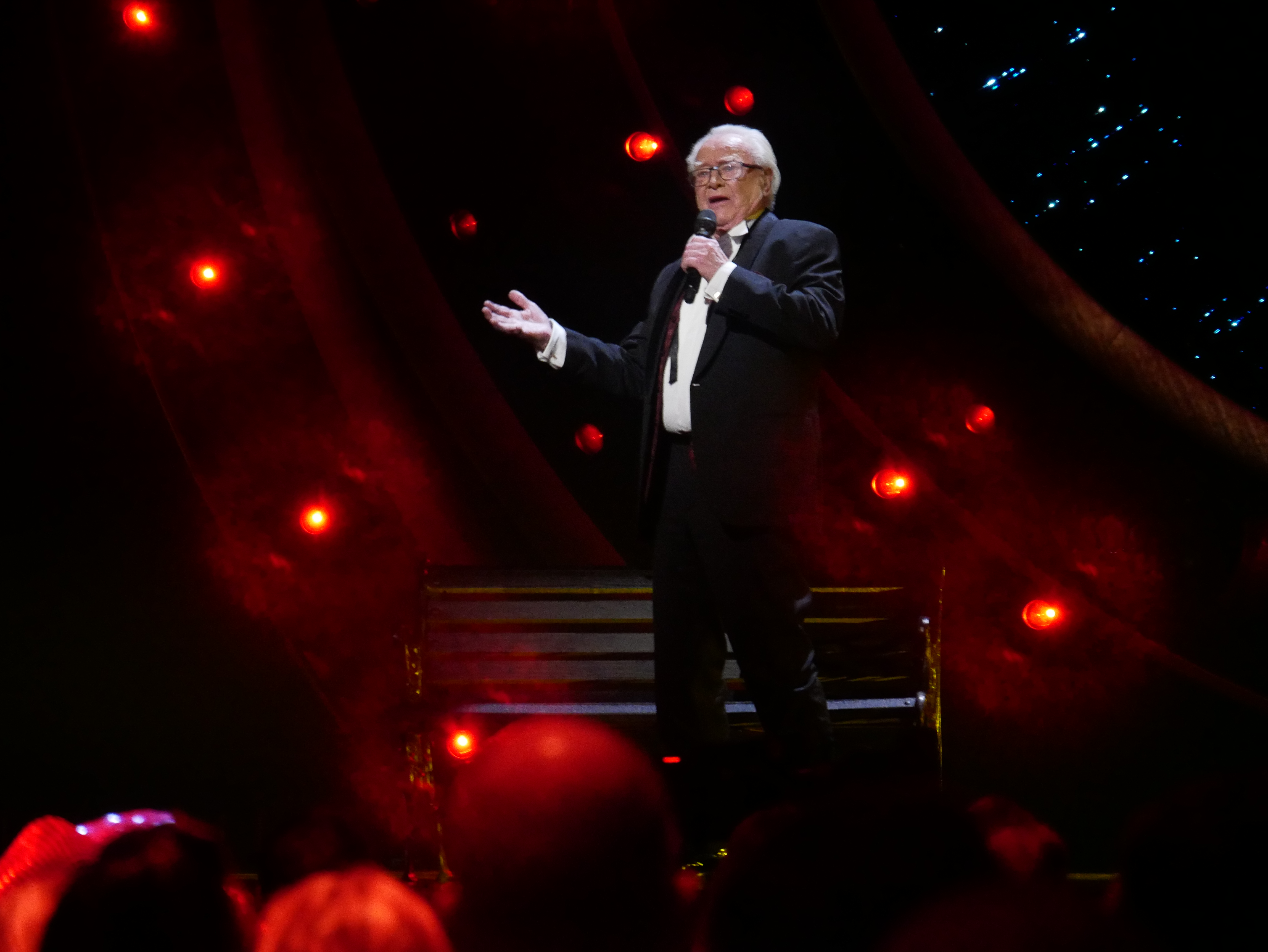
Jan Malmsjö - Leva livet
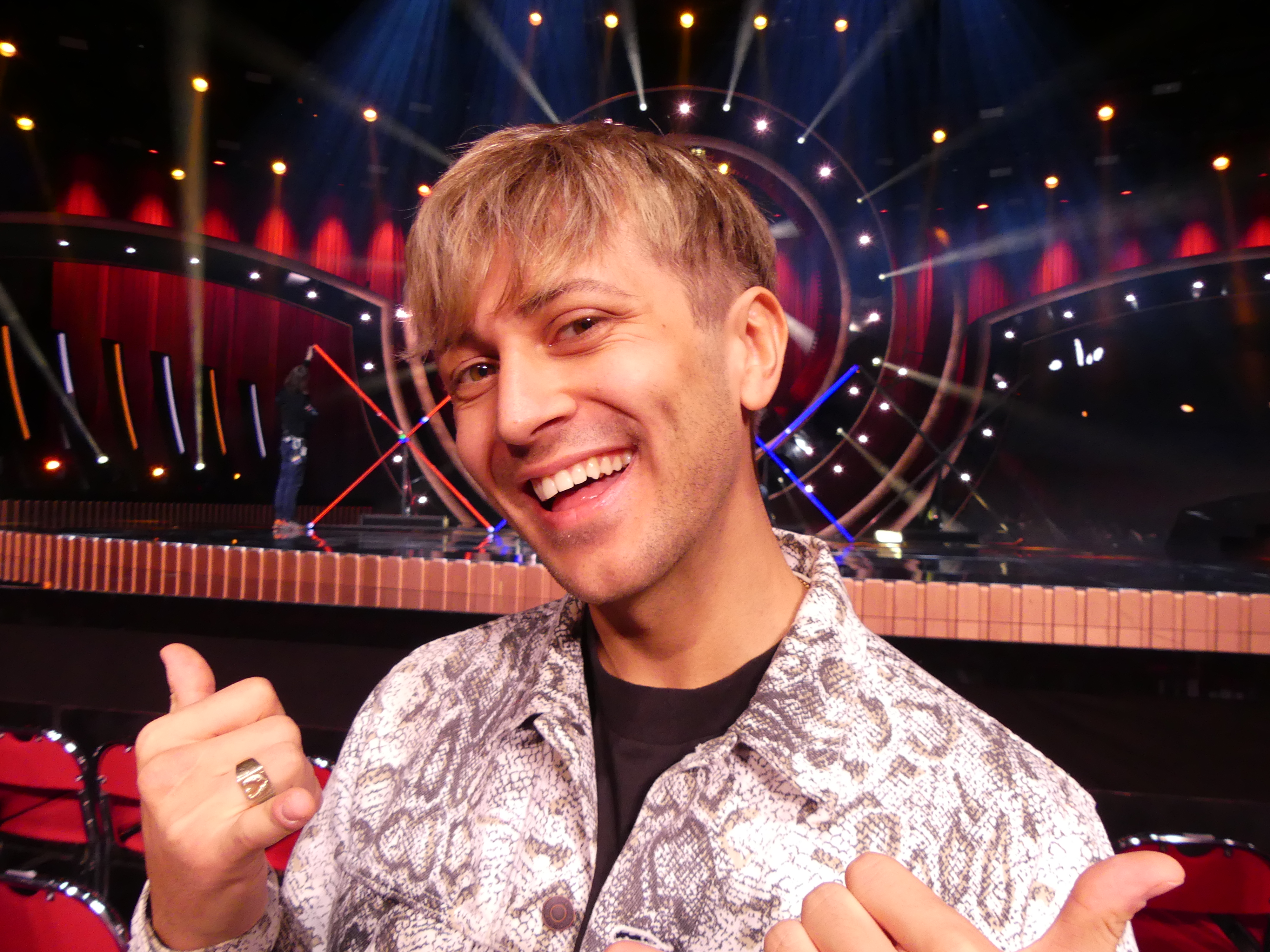
Vlad Reiser - Nakna i regnet
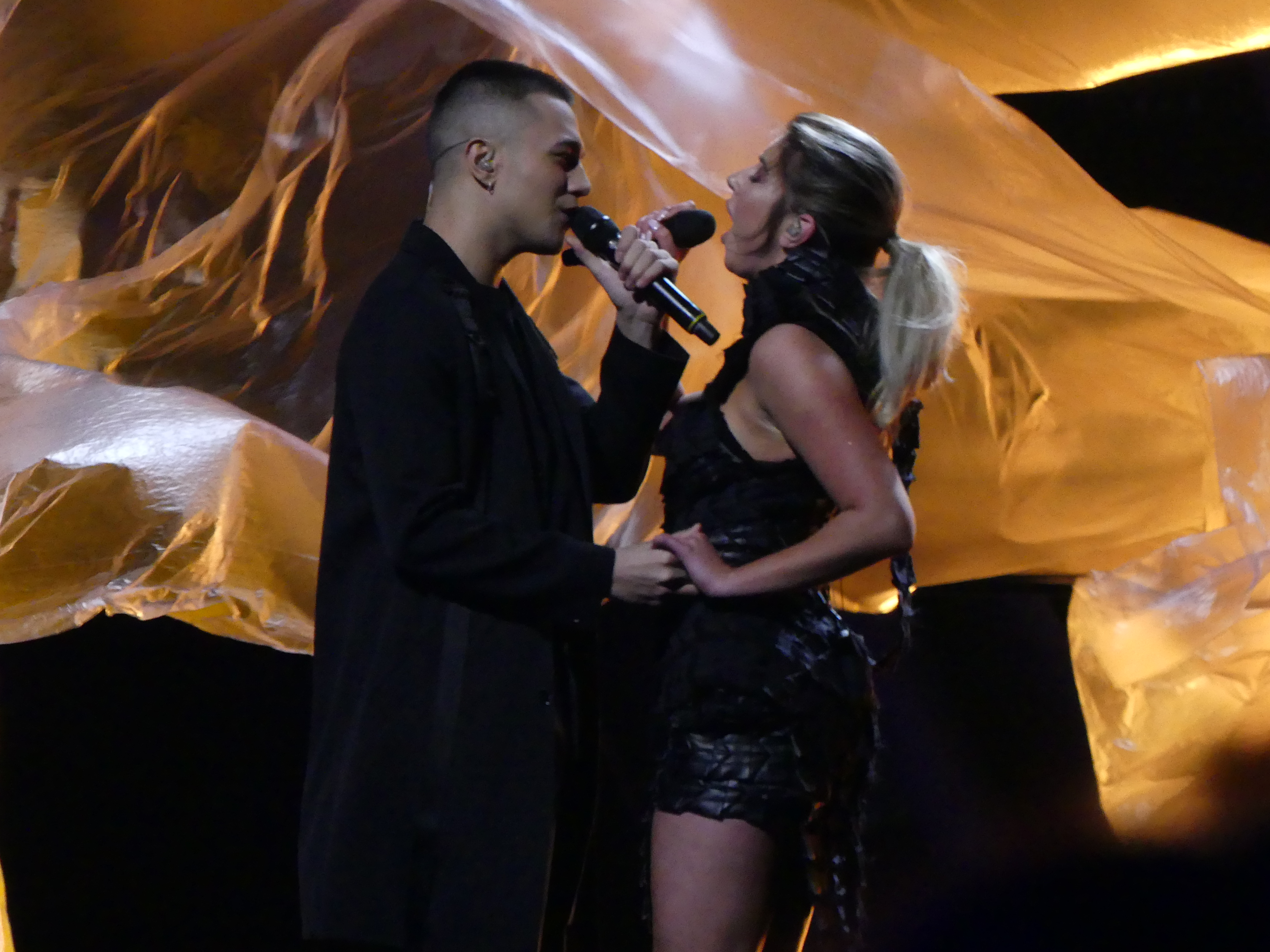
Hanna Ferm & LIAMOO - Hold You
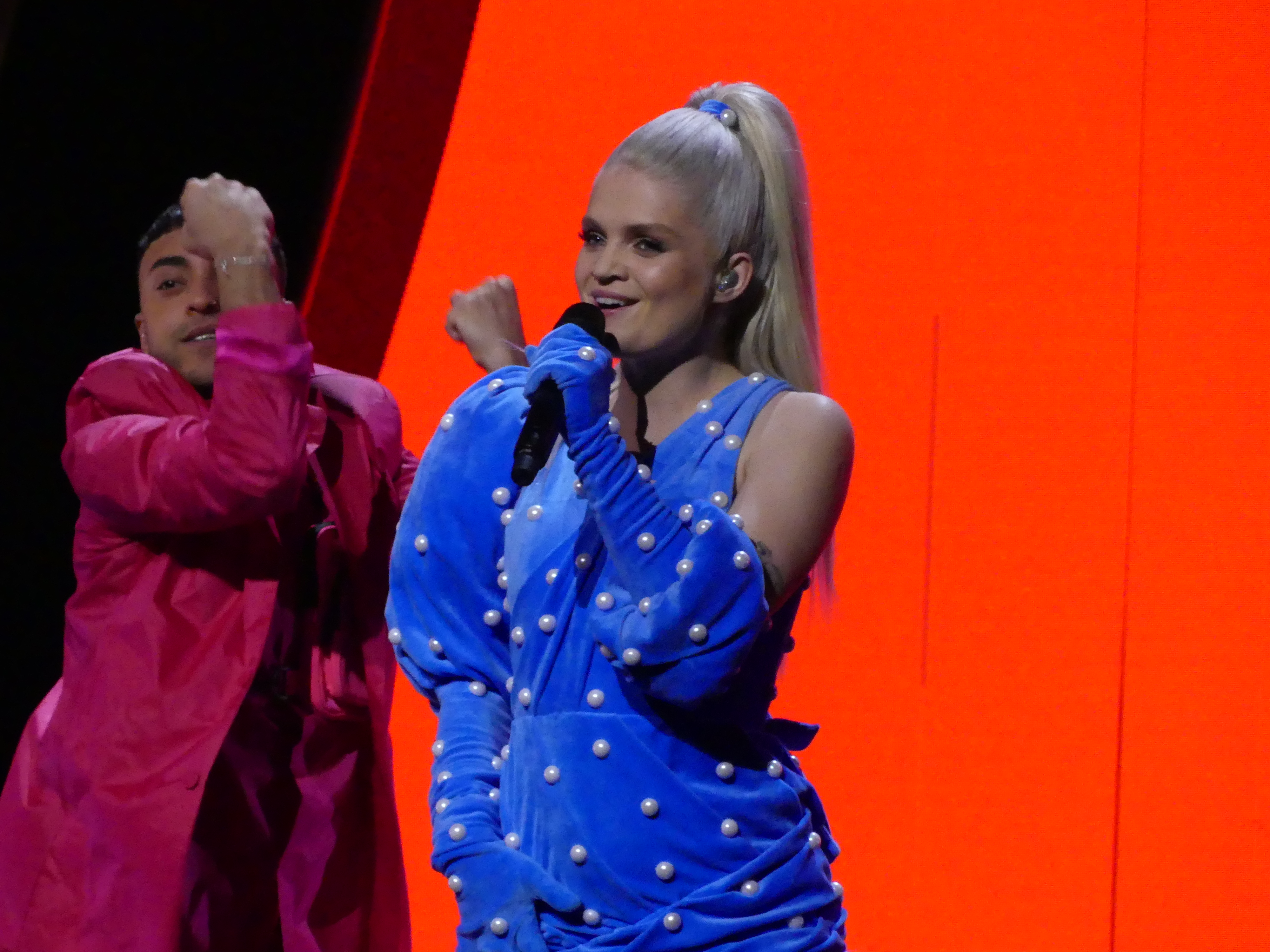
Margaret - Tempo

### Semifinal 3

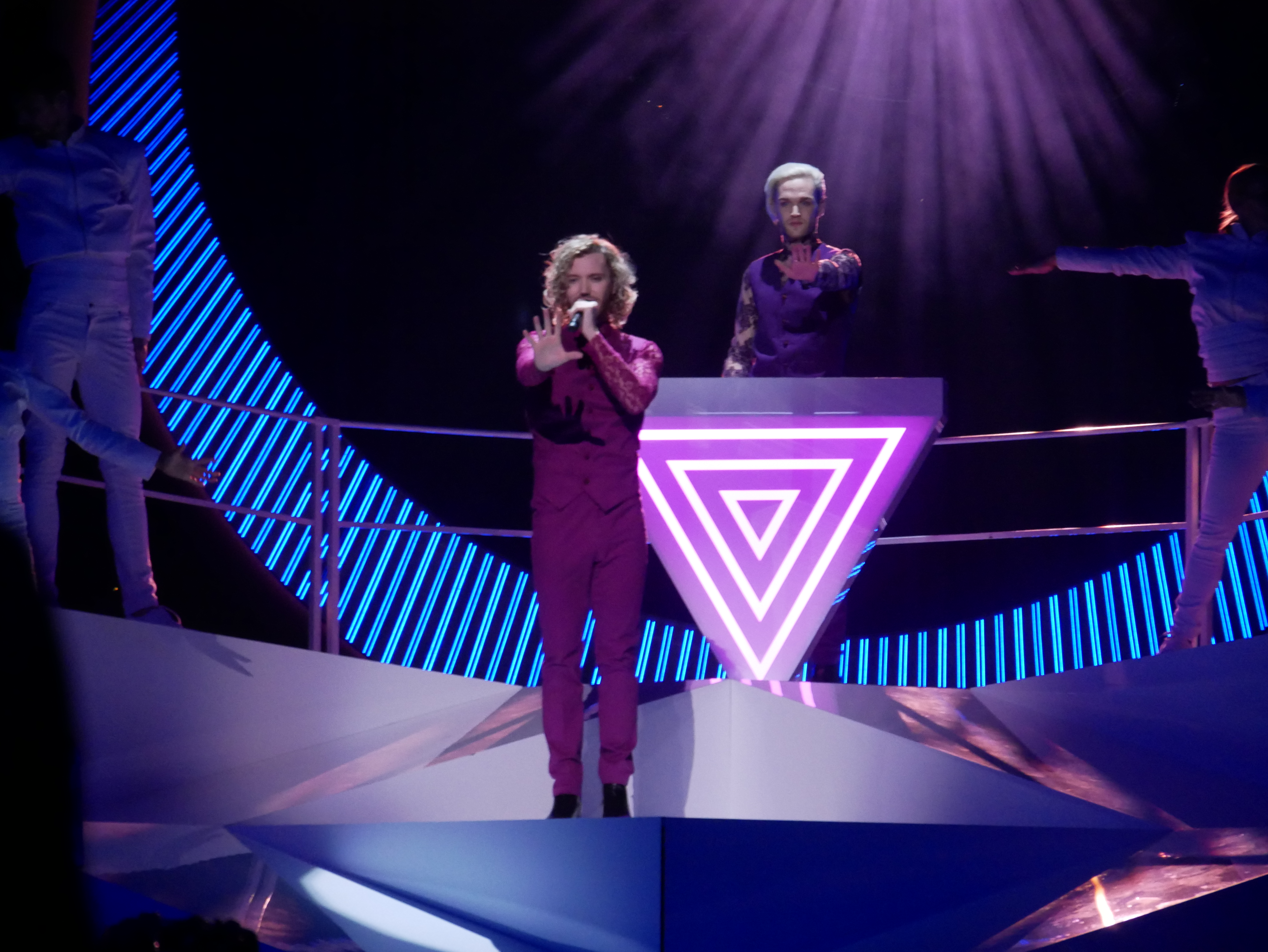
The Lovers of Valdaro - Somebody wants
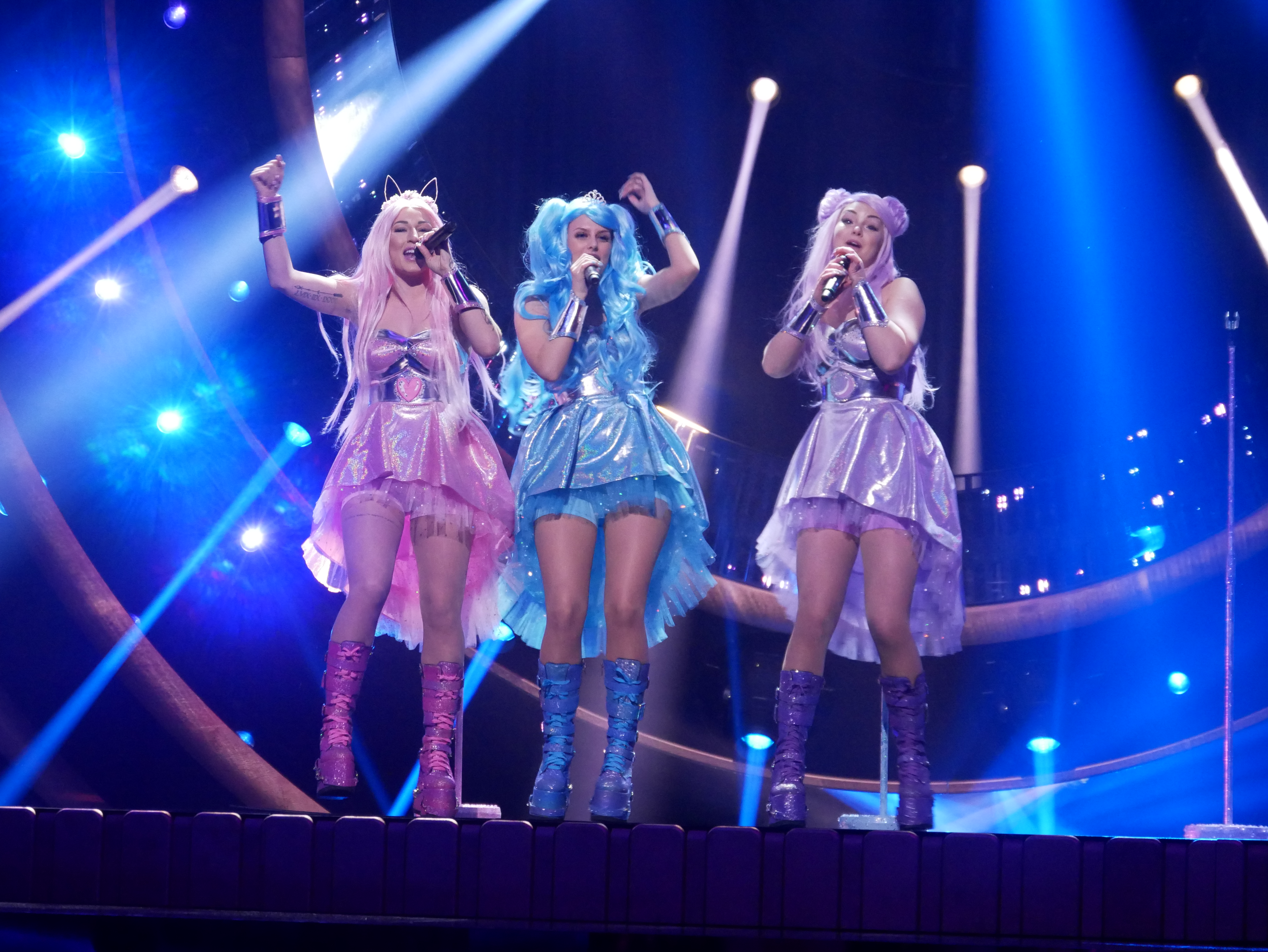
Dolly Style - Habibi
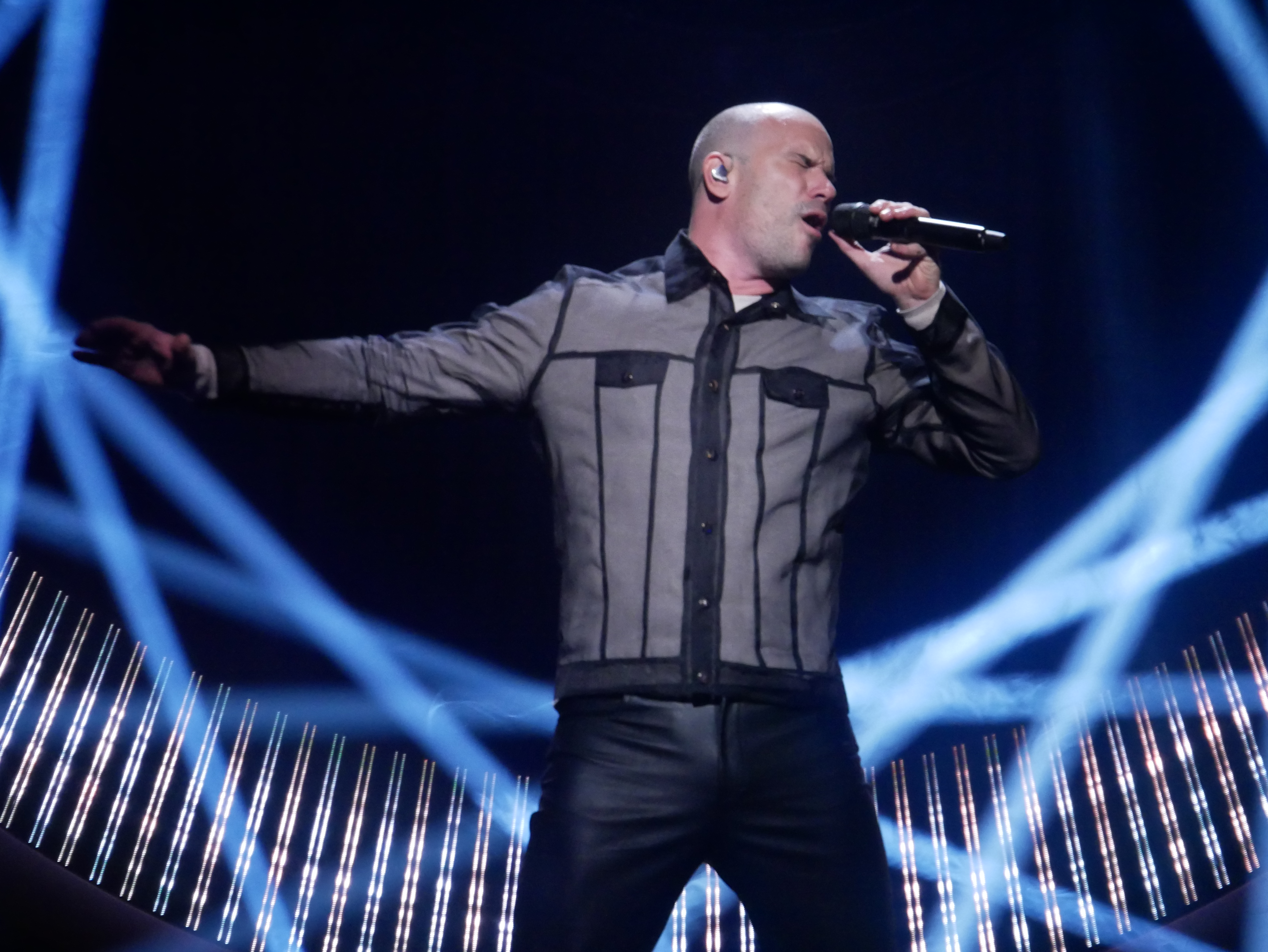
Martin Stenmarck - Låt skiten brinna
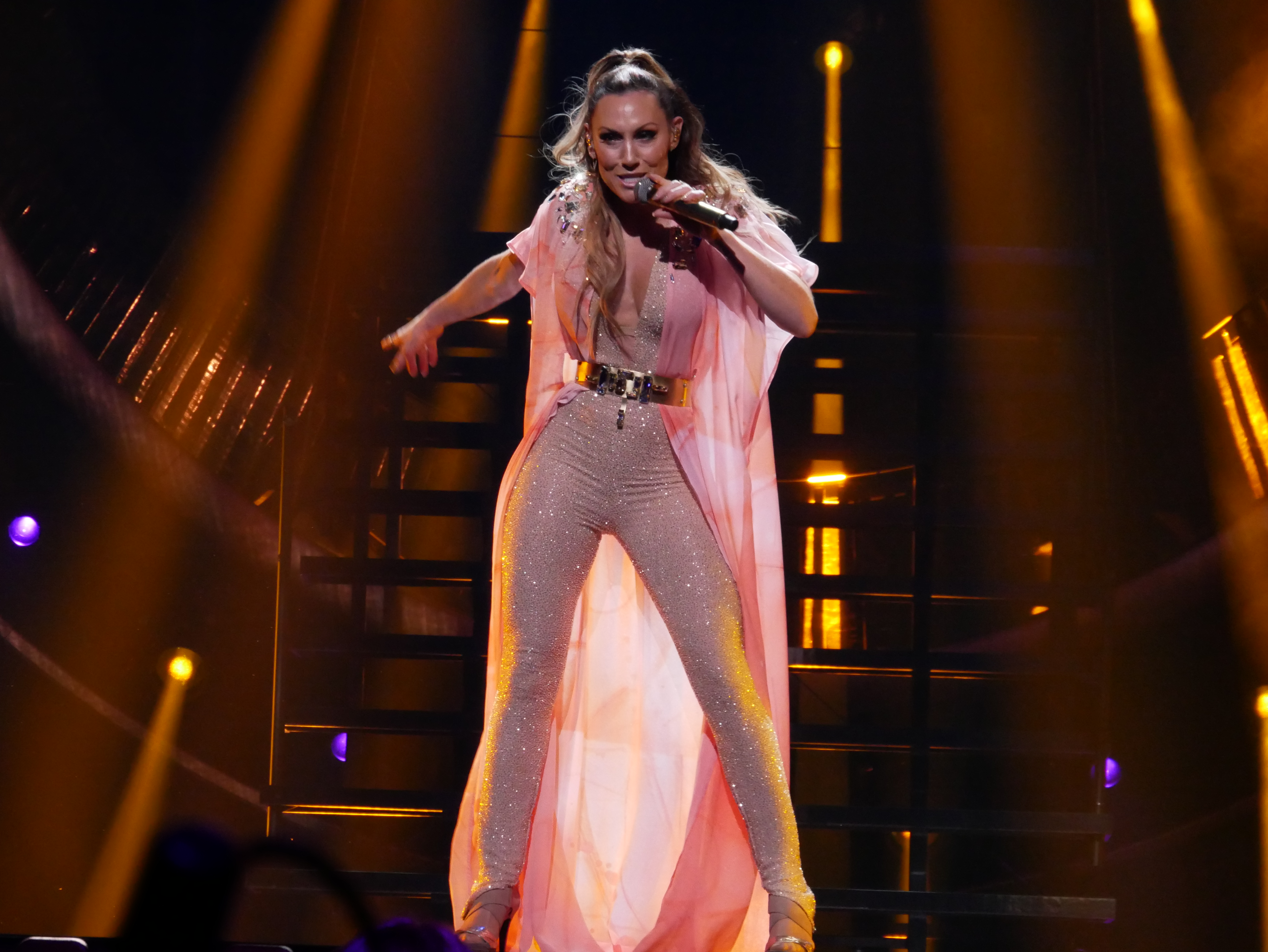
Lina Hedlund - Victorious
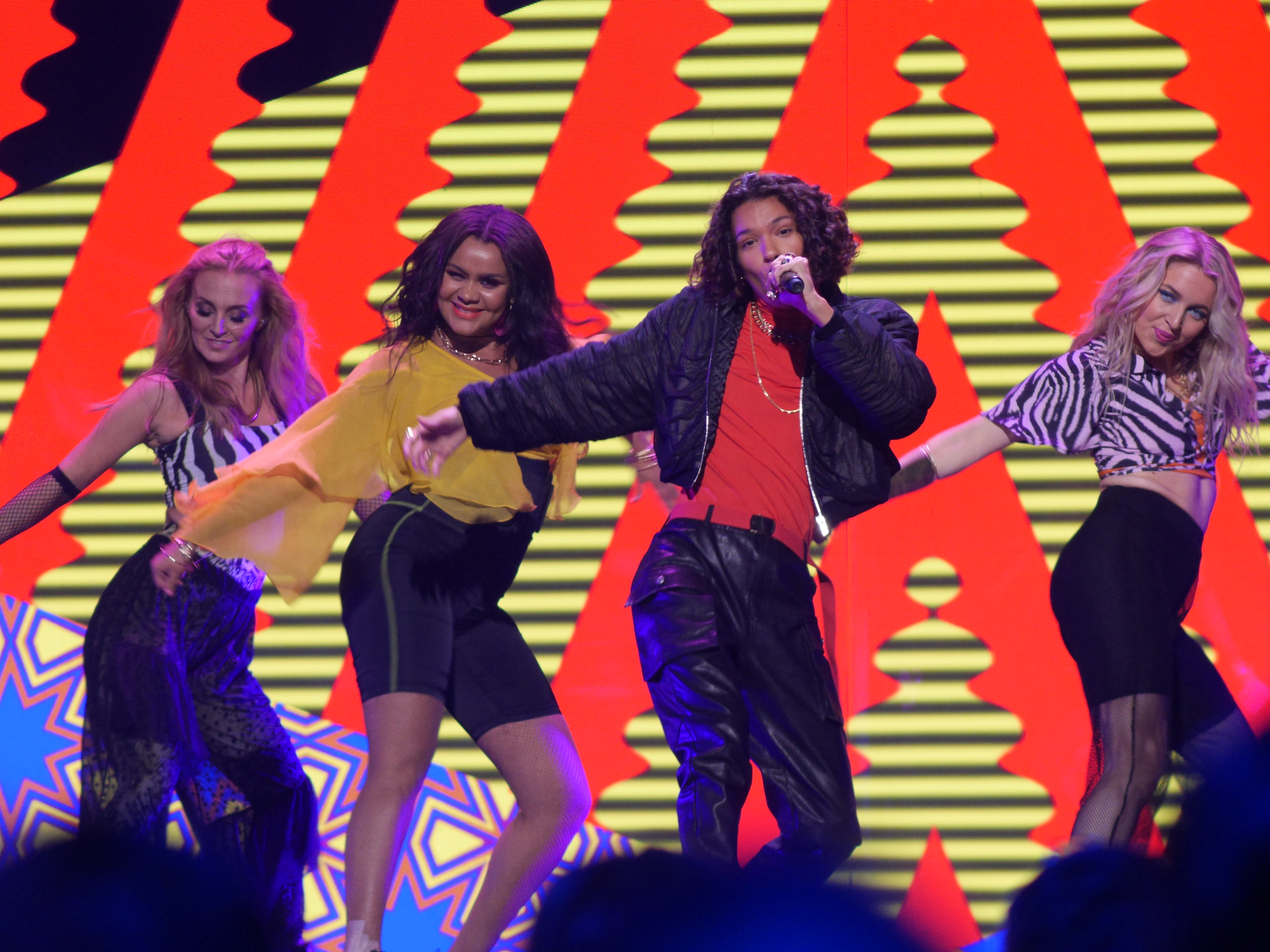
Omar Rundberg - Om om och om igen
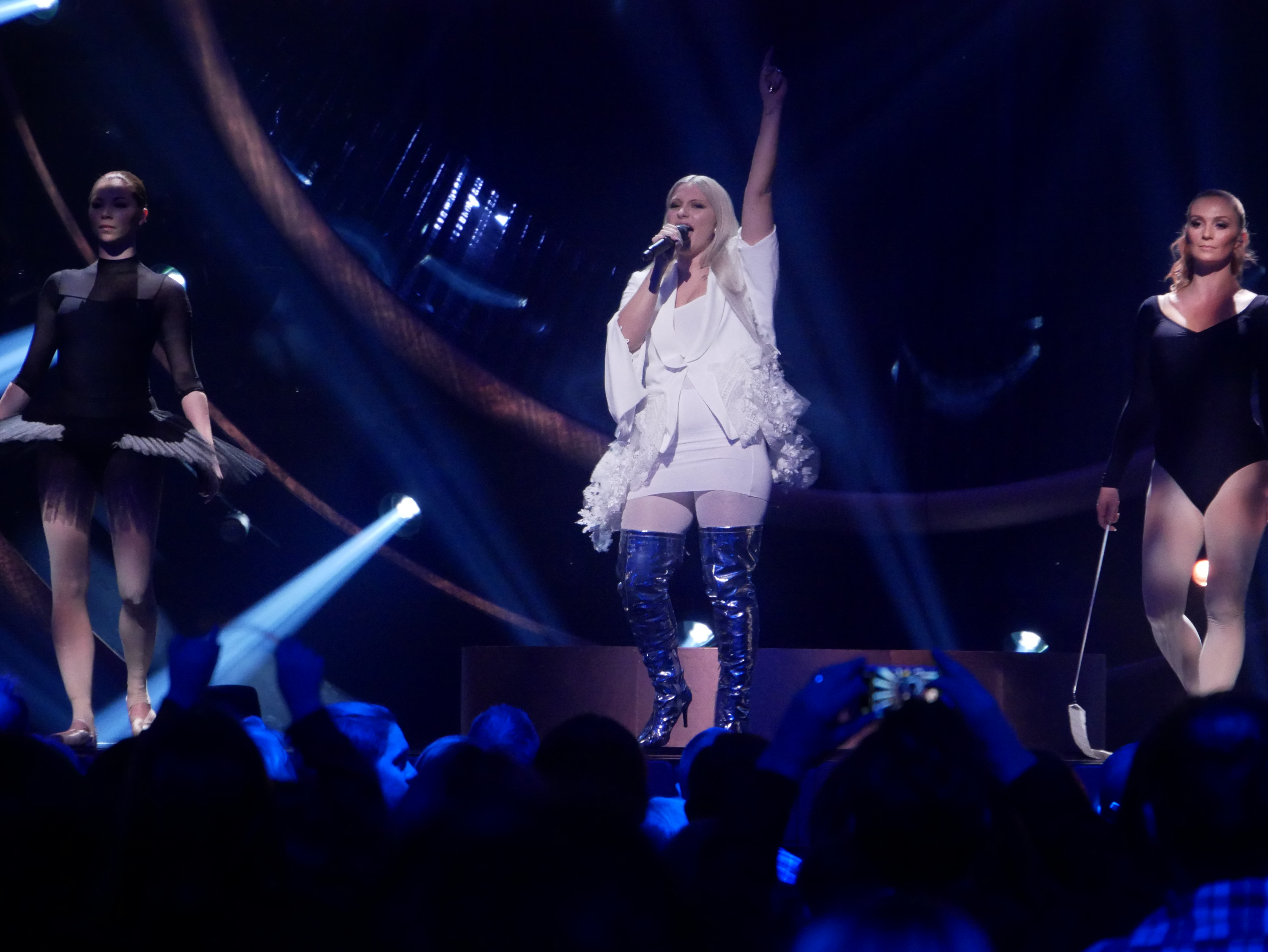
Rebecka Karlsson - Who I Am
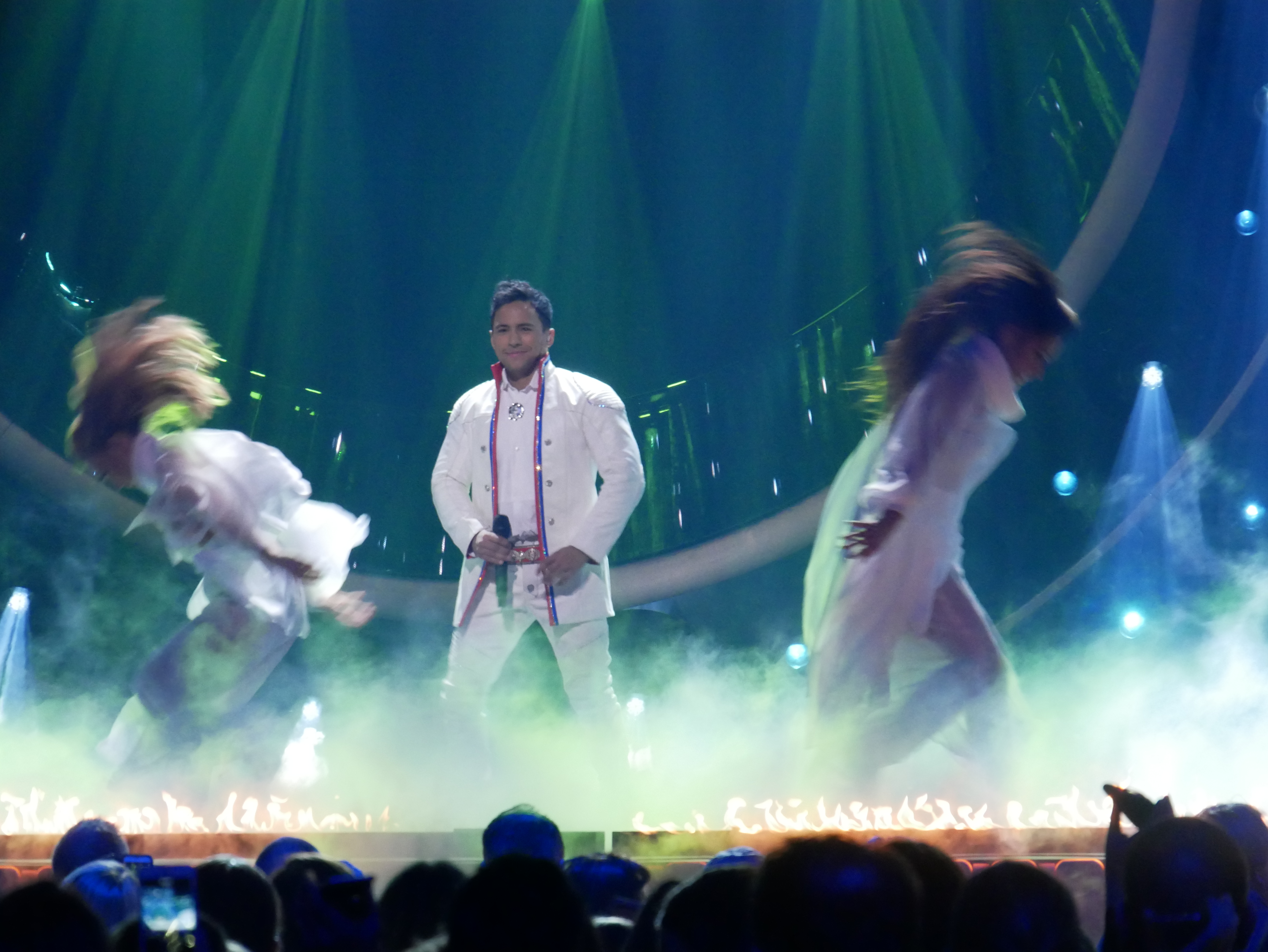
Jon Henrik Fjällgren - Norrsken (Goeksegh)

### Semifinal 4

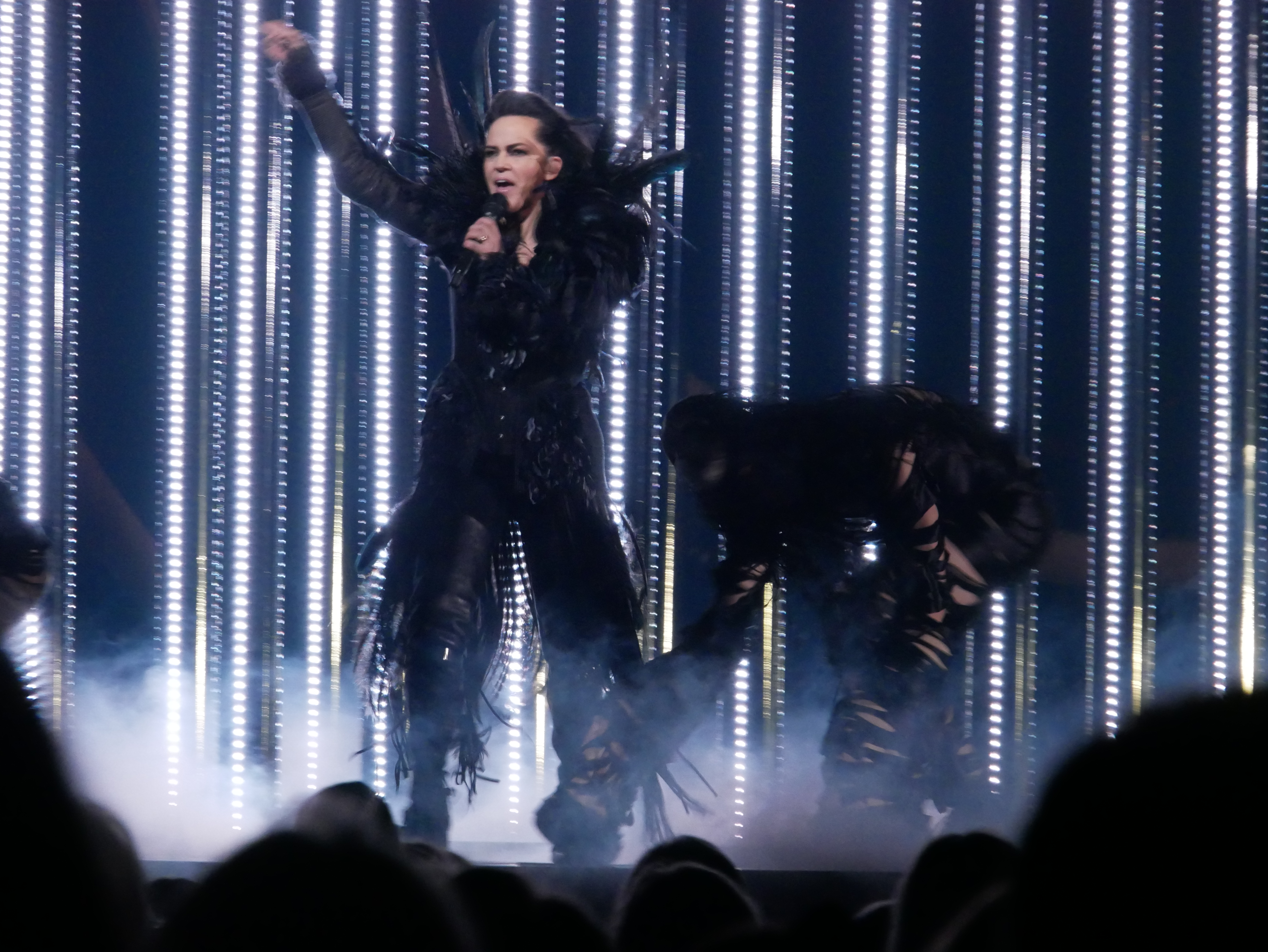
Pagan Fury - "Stormbringer"
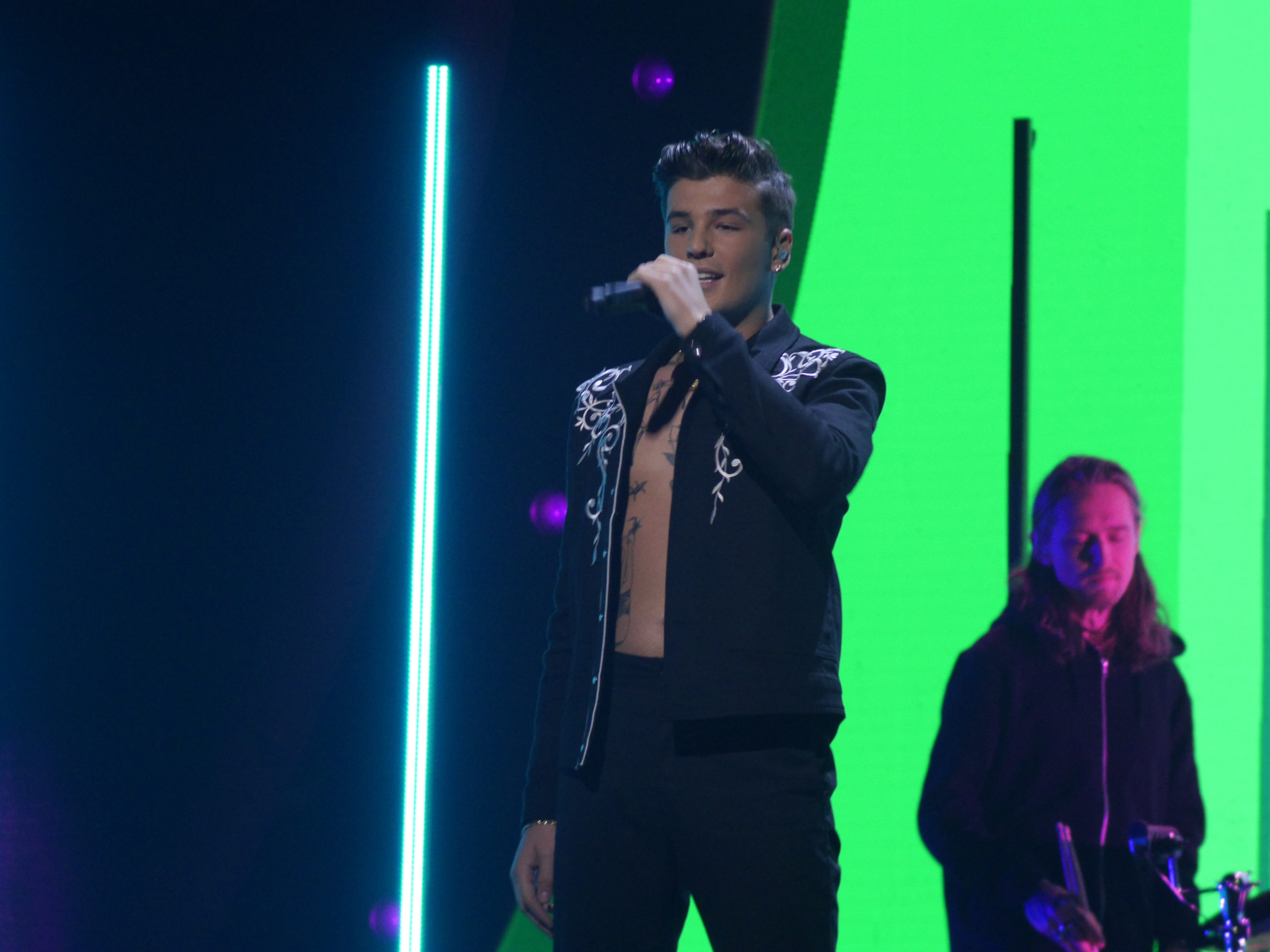
Anton Hagman - "Känner dig"
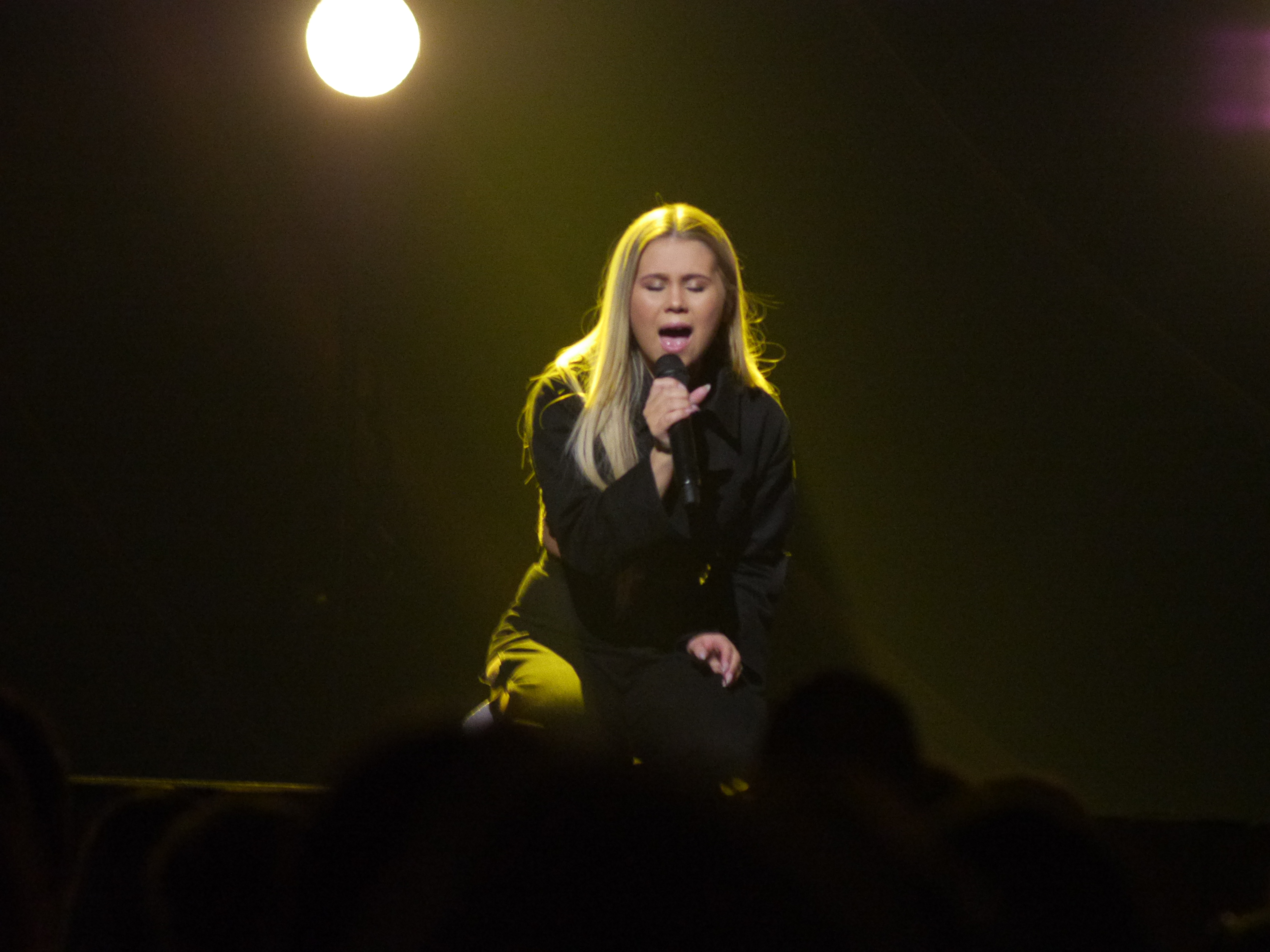
Lisa Ajax - "Torn"
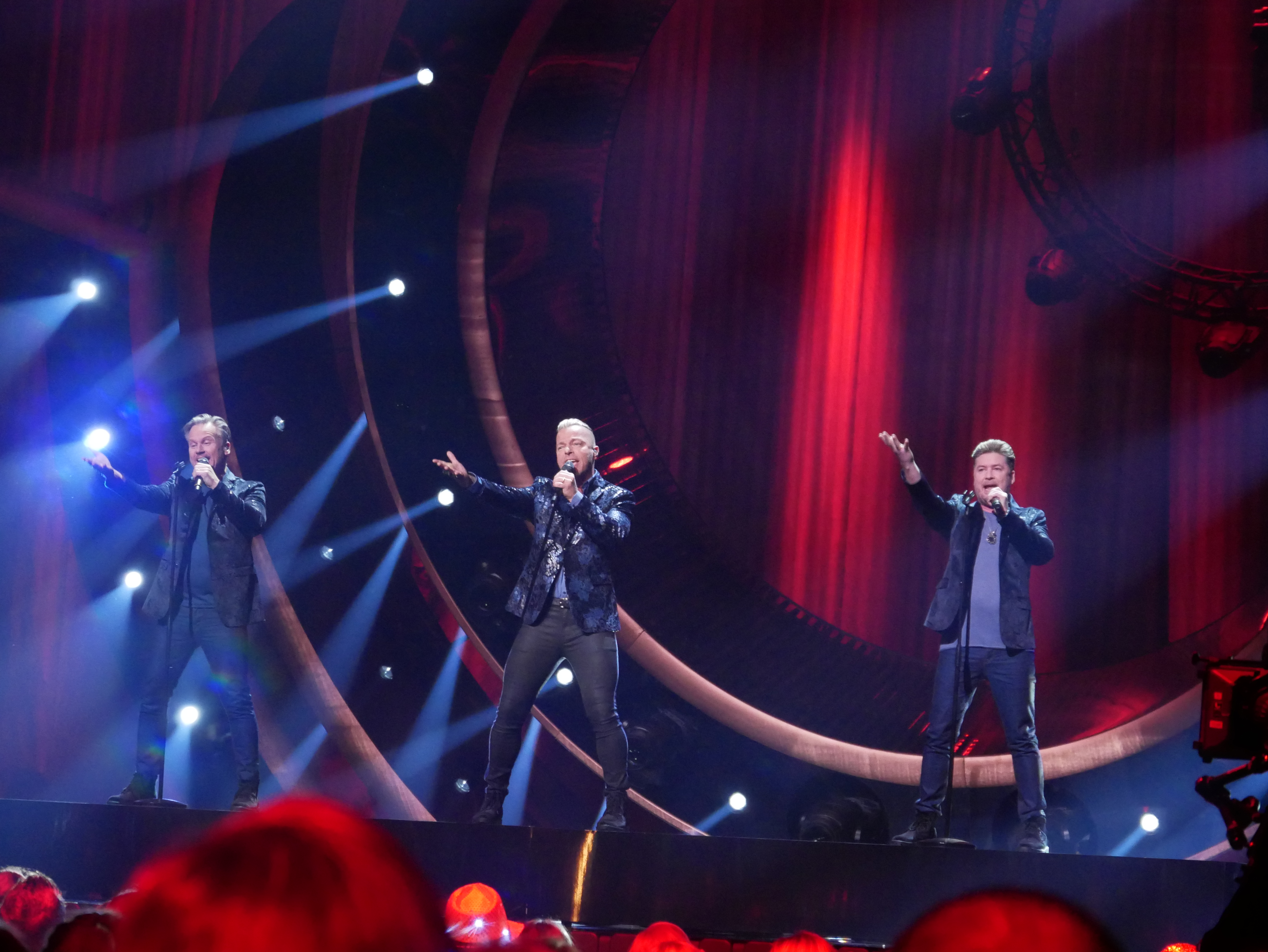
Arvingarna - "I Do"
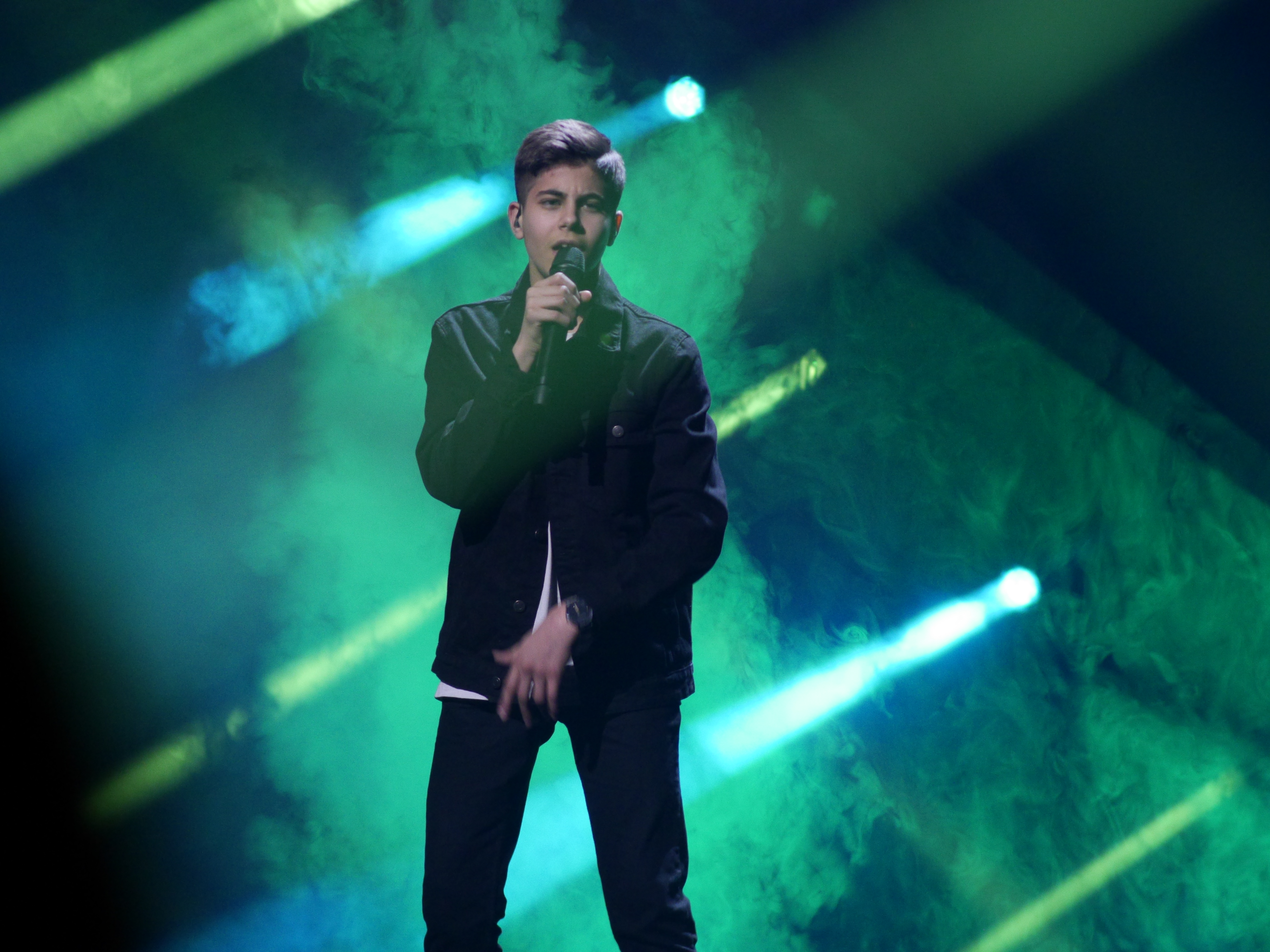
Bishara - "On My Own"
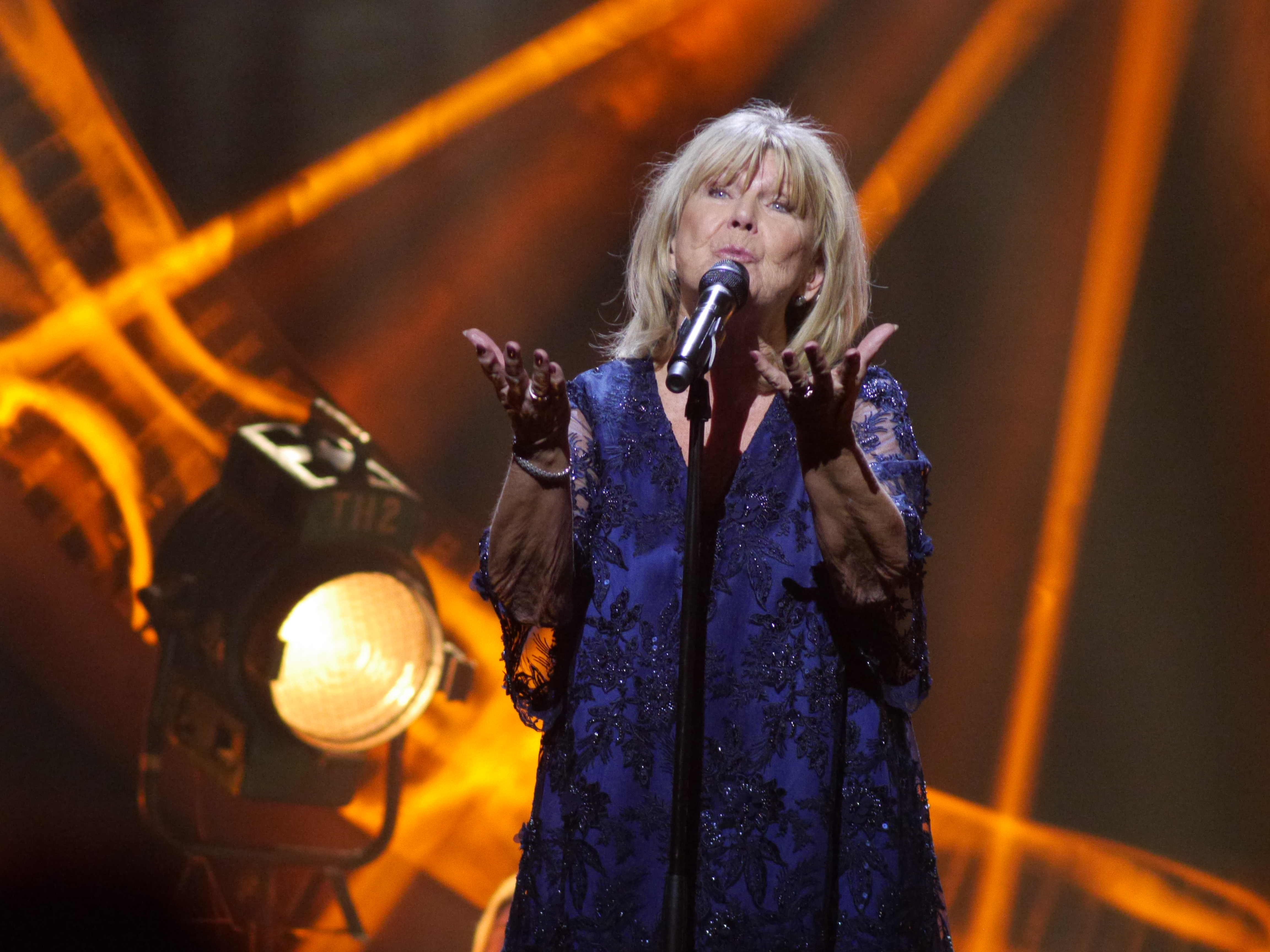
Ann-Louise Hansson - "Kärleken finns kvar"
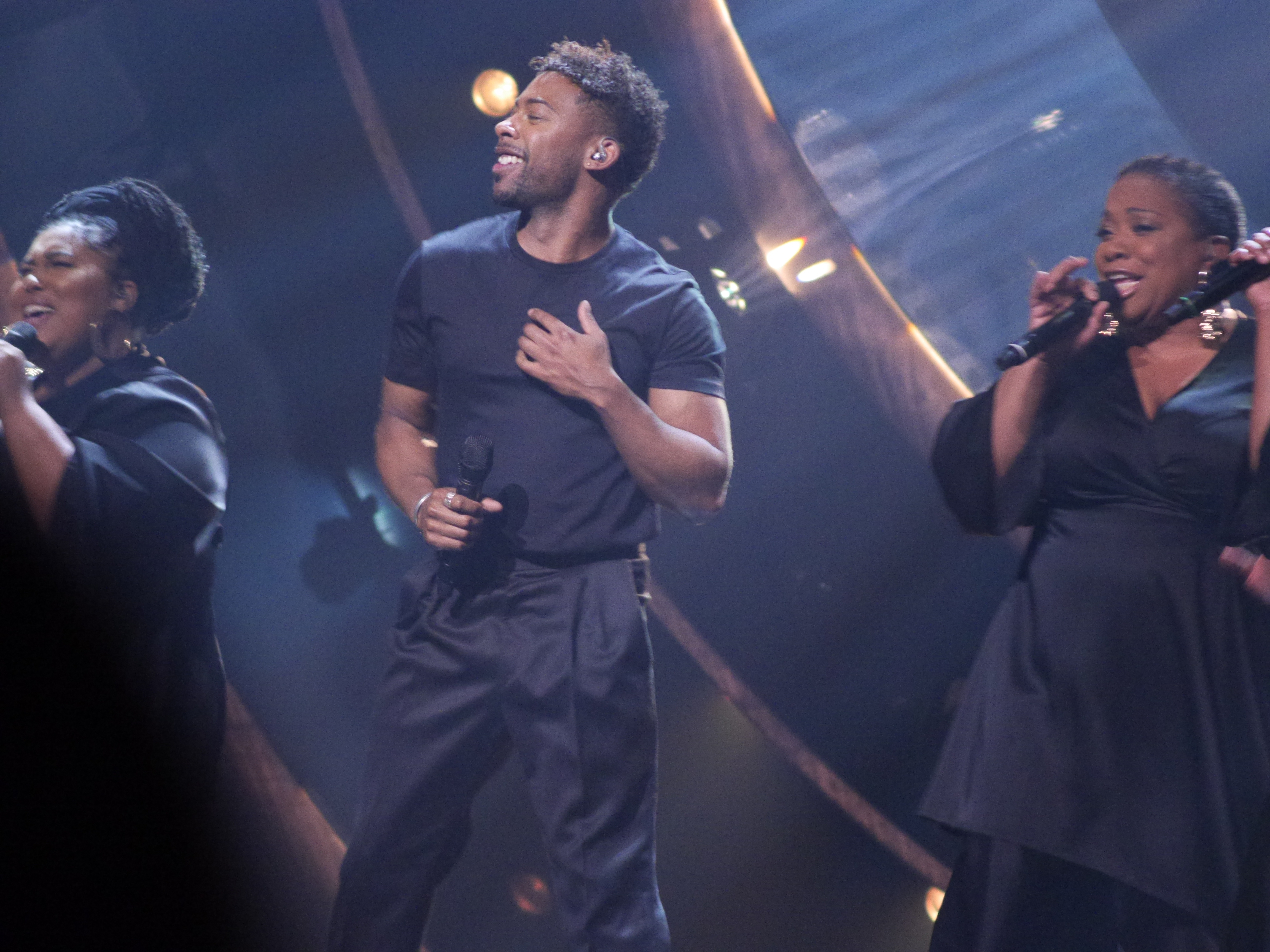
John Lundvik - "Too Late for Love"